# Karlsruhe
Karlsruhe (AFI: /ˈkaɐ̯lsˌʀuːə/; in dialetto alemanno Karlsrueh, e in palatino Kallsruh), nome che significa letteralmente "riposo di Carlo", è una città extracircondariale del Baden-Württemberg, in Germania; dopo Stoccarda è la città più grande del land in termini di superficie, estendendosi su una superficie di circa 173 km². La città è sede del distretto governativo di Karlsruhe e confina a nord, ovest e sud con l'omonimo circondario e la "regione del medio Reno superiore". Fa inoltre parte della "zona trinazionale metropolitana del Reno superiore".
Fino al 1945 Karlsruhe è stata capitale e sede del governo del vecchio Land del Baden. Dal 1950 ospita invece la Corte di Giustizia Federale (Bundesgerichtshof) e dal 1951 la Corte Costituzionale Federale tedesca (Bundesverfassungsgericht), ragion per cui si è guadagnata l'appellativo di Città del diritto. La caratteristica disposizione urbanistica della città ha fatto sì che sia anche conosciuta come la Fächerstadt, o città a ventaglio.

## Geografia fisica

### Territorio

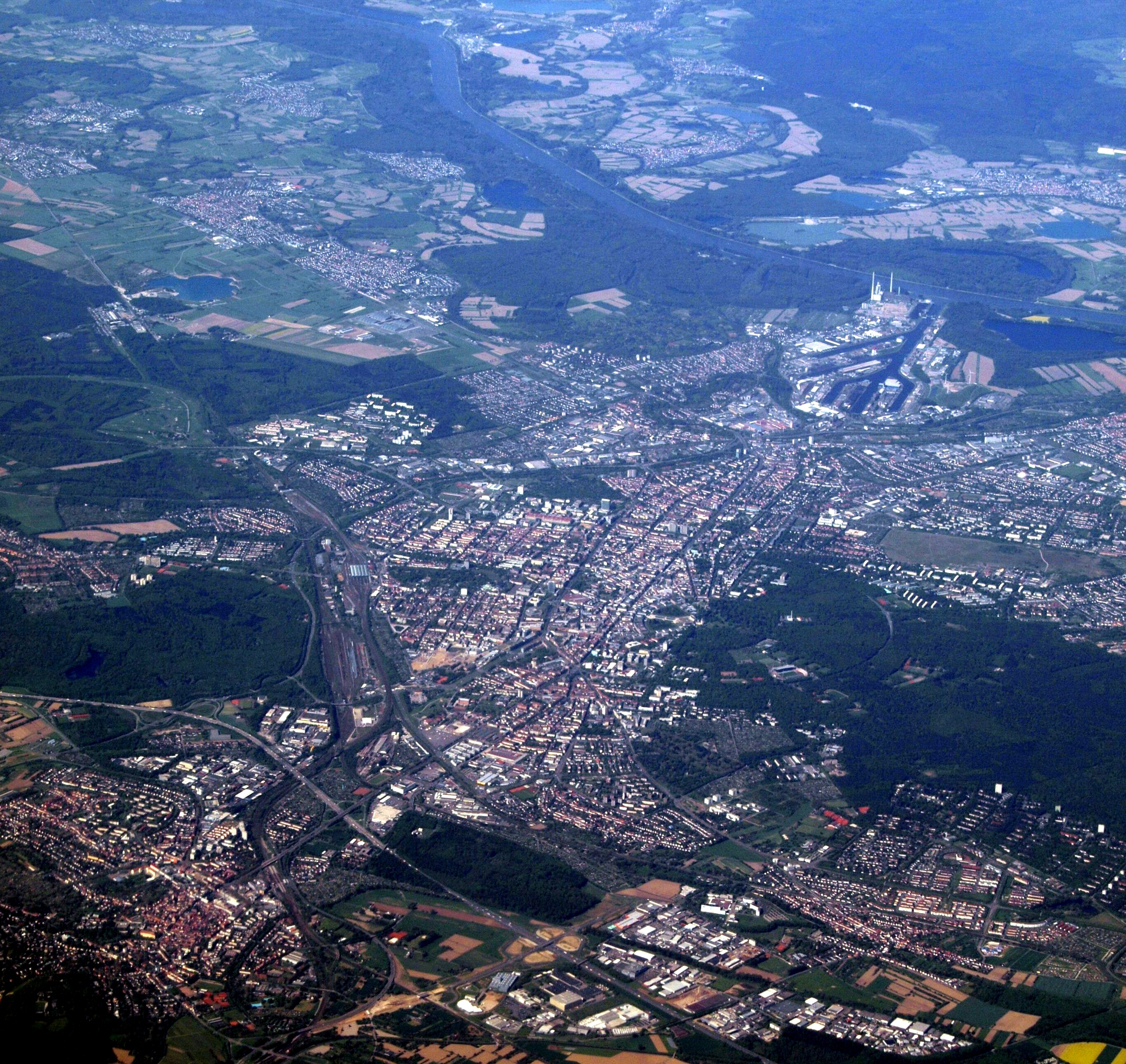
Visuale dall'alto di Karlsruhe (vista da est).

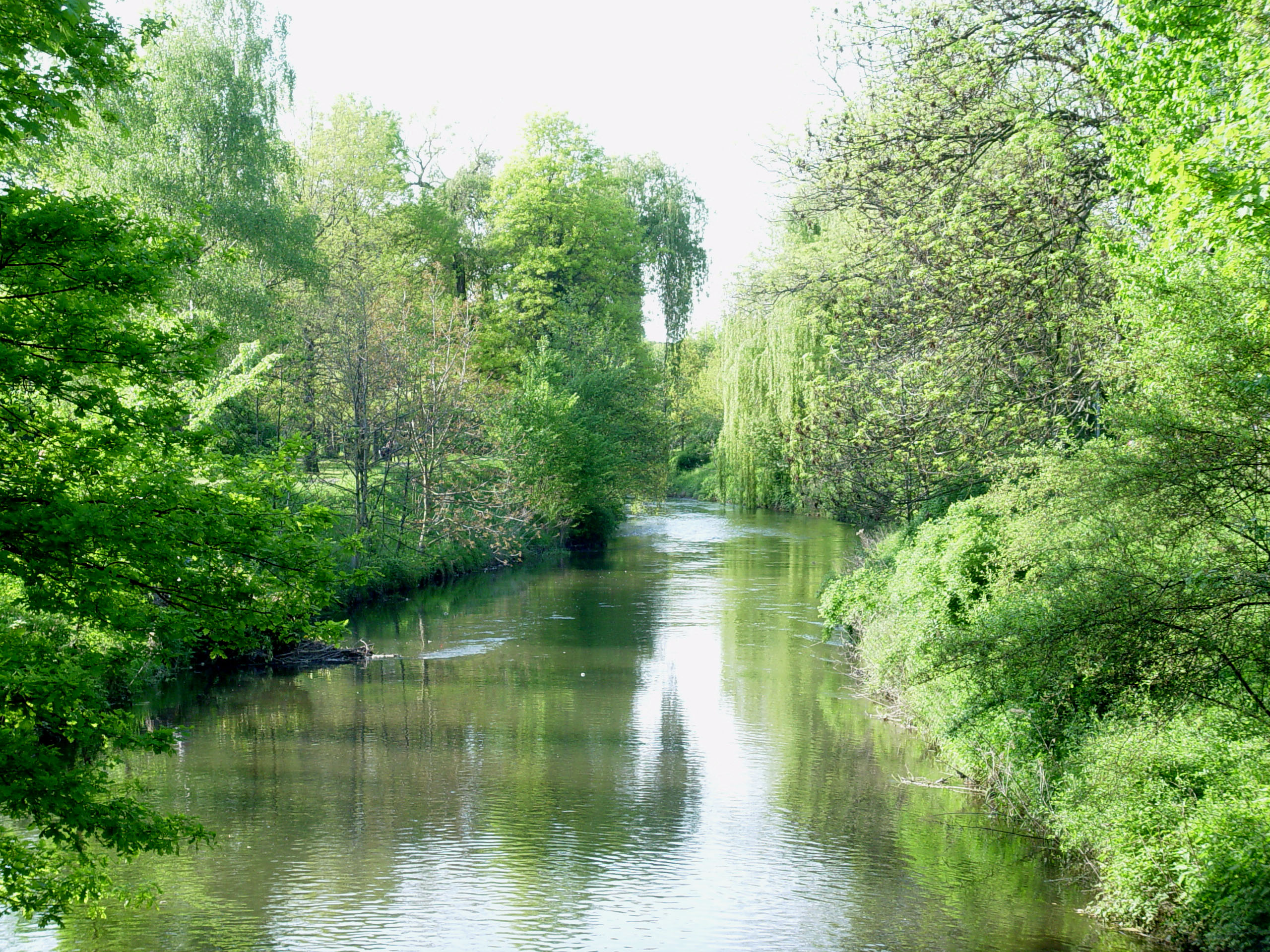
Il fiume Alb.

Karlsruhe si stende nella Fossa Renana, sulle rive dei fiumi Alb e Pfinz e del Reno; confina a est con le ultime propaggini della Foresta Nera e del Kraichgau.
La città si trova nel cosiddetto Verdichtungsraum Karlsruhe/Pforzheim, che comprende anche alcuni comuni dell'omonimo distretto (fra cui Bruchsal, Ettlingen, Stutensee e Rheinstetten) e la città di Pforzheim, la parte nord-occidentale del circondario dell'Enz, la città di Mühlacker e la comunità di Niefern-Öschelbronn.
L'ubicazione all'interno della regione del Medio Reno superiore ha fatto di Karlsruhe un centro regionale (Oberzentrum), tra i 14 totali designati per l'intero Baden-Württemberg dal piano nazionale di sviluppo 2002. In aggiunta, la città stringe particolari legami anche con le comunità del sud del Palatinato e del Basso Reno, nella regione europea di Pamina (Palatinat, Mittlerer Oberrhein e Nord-Alsace).

### Clima
Karlsruhe ha una temperatura media annua di 10,9 °C - una delle città più calde della Germania - e una media di 1 935 ore di sole all'anno (2005), risultando anche una delle città più soleggiate. La posizione riparata all'interno della Fossa Renana comporta come conseguenza che a Karlsruhe in estate vi sia spesso un'umidità opprimente. Gli inverni, per contro, sono meno rigidi rispetto alla media tedesca, e spesso accompagnati dalla classica nebbia della Valle del Reno. Nel medio-lungo termine, Karlsruhe conta una media di 17,1 giorni di gelo (temperatura costantemente inferiore allo zero della scala Celsius) all'anno.
| Karlsruhe                          | Mesi | Mesi | Mesi | Mesi | Mesi | Mesi | Mesi | Mesi | Mesi | Mesi | Mesi | Mesi | Stagioni | Stagioni | Stagioni | Stagioni | Anno |
| Karlsruhe                          | Gen  | Feb  | Mar  | Apr  | Mag  | Giu  | Lug  | Ago  | Set  | Ott  | Nov  | Dic  | Inv      | Pri      | Est      | Aut      | Anno |
| ---------------------------------- | ---- | ---- | ---- | ---- | ---- | ---- | ---- | ---- | ---- | ---- | ---- | ---- | -------- | -------- | -------- | -------- | ---- |
| T. max. media (°C)                 | 3,8  | 6,1  | 10,9 | 15,4 | 19,9 | 23,0 | 25,1 | 25,1 | 21,5 | 15,3 | 8,5  | 4,8  | 4,9      | 15,4     | 24,4     | 15,1     | 15,0 |
| T. min. media (°C)                 | −1,4 | −0,7 | 1,9  | 4,9  | 8,9  | 12,2 | 14,0 | 13,8 | 10,6 | 6,7  | 2,4  | −0,4 | −0,8     | 5,2      | 13,3     | 6,6      | 6,1  |
| Precipitazioni (mm)                | 57   | 54   | 53   | 61   | 79   | 87   | 70   | 66   | 53   | 58   | 65   | 67   | 178      | 193      | 223      | 176      | 770  |
| Giorni di pioggia                  | 11   | 10   | 11   | 10   | 12   | 11   | 10   | 10   | 8    | 9    | 11   | 11   | 32       | 33       | 31       | 28       | 124  |
| Eliofania assoluta (ore al giorno) | 1,5  | 2,7  | 3,9  | 5,4  | 6,8  | 7,3  | 7,9  | 7,1  | 5,7  | 3,6  | 2,0  | 1,5  | 1,9      | 5,4      | 7,4      | 3,8      | 4,6  |

### Confini
Confinano con il territorio comunale di Karlsruhe le seguenti città e comuni. Sono, in senso orario partendo da nord:
Eggenstein-Leopoldshafen, Stutensee, Weingarten (Baden), Pfinztal, Karlsbad, Waldbronn, Ettlingen e Rheinstetten (entrambe parte del Circondario di Karlsruhe), quindi Hagenbach e Wörth am Rhein, entrambe parte del Circondario di Germersheim, nella Renania-Palatinato.

### Divisione urbana
La città di Karlsruhe è divisa in 27 distretti (Stadtbezirke), a loro volta ulteriormente suddivisi in distretti minori, in precedenza chiamati semplicemente 'Quartieri' (Stadtteile).

## Storia

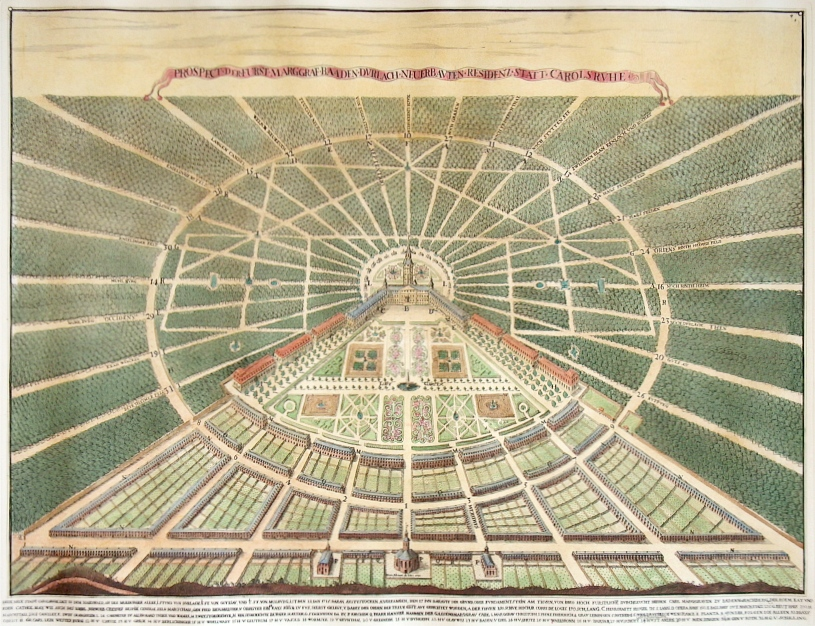
Vista di Karlsruhe, incisione su rame, Heinrich Schwarz, 1721

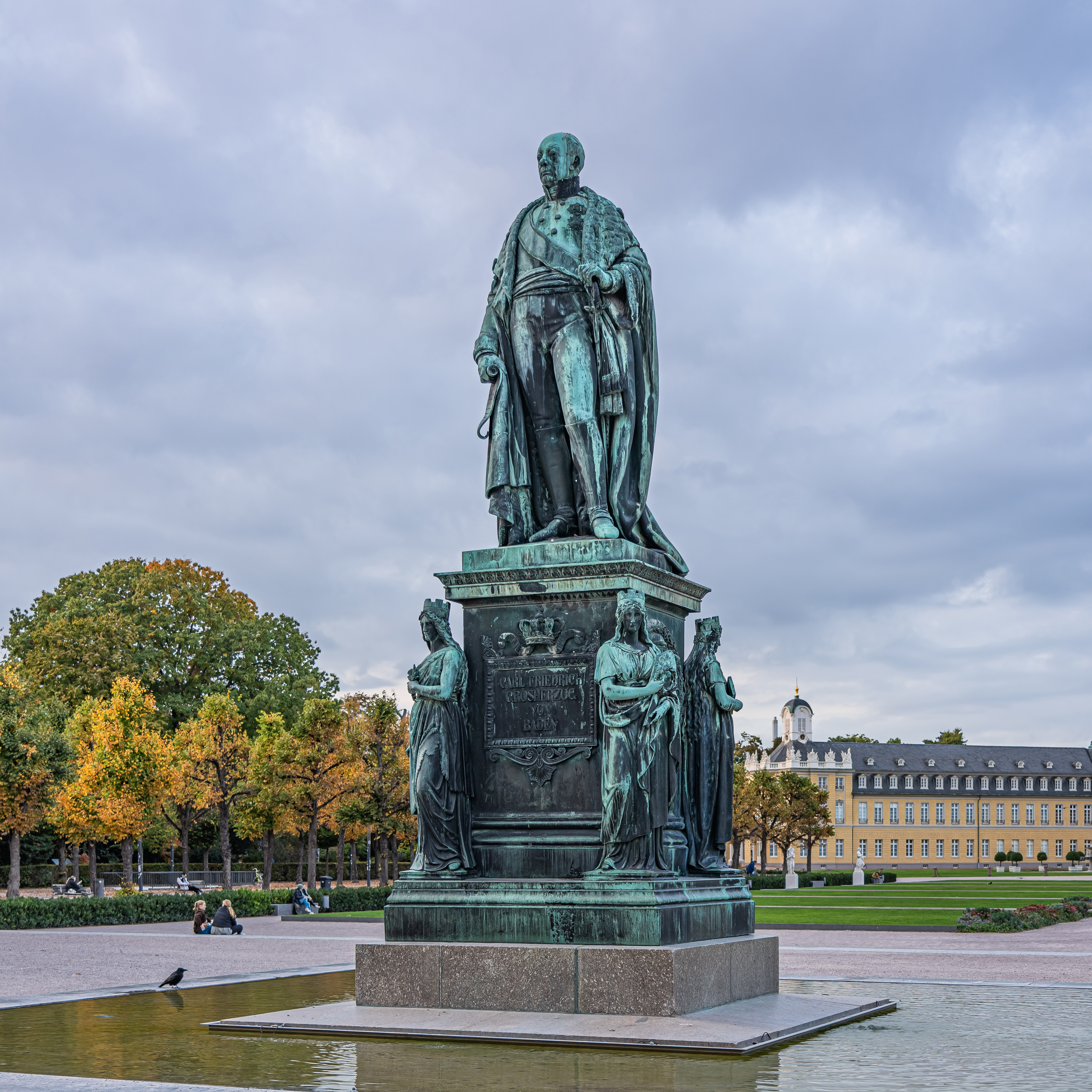
Statua di Carlo Federico di Baden davanti al Castello di Karlsruhe, opera di Ludwig Schwanthaler, 1840

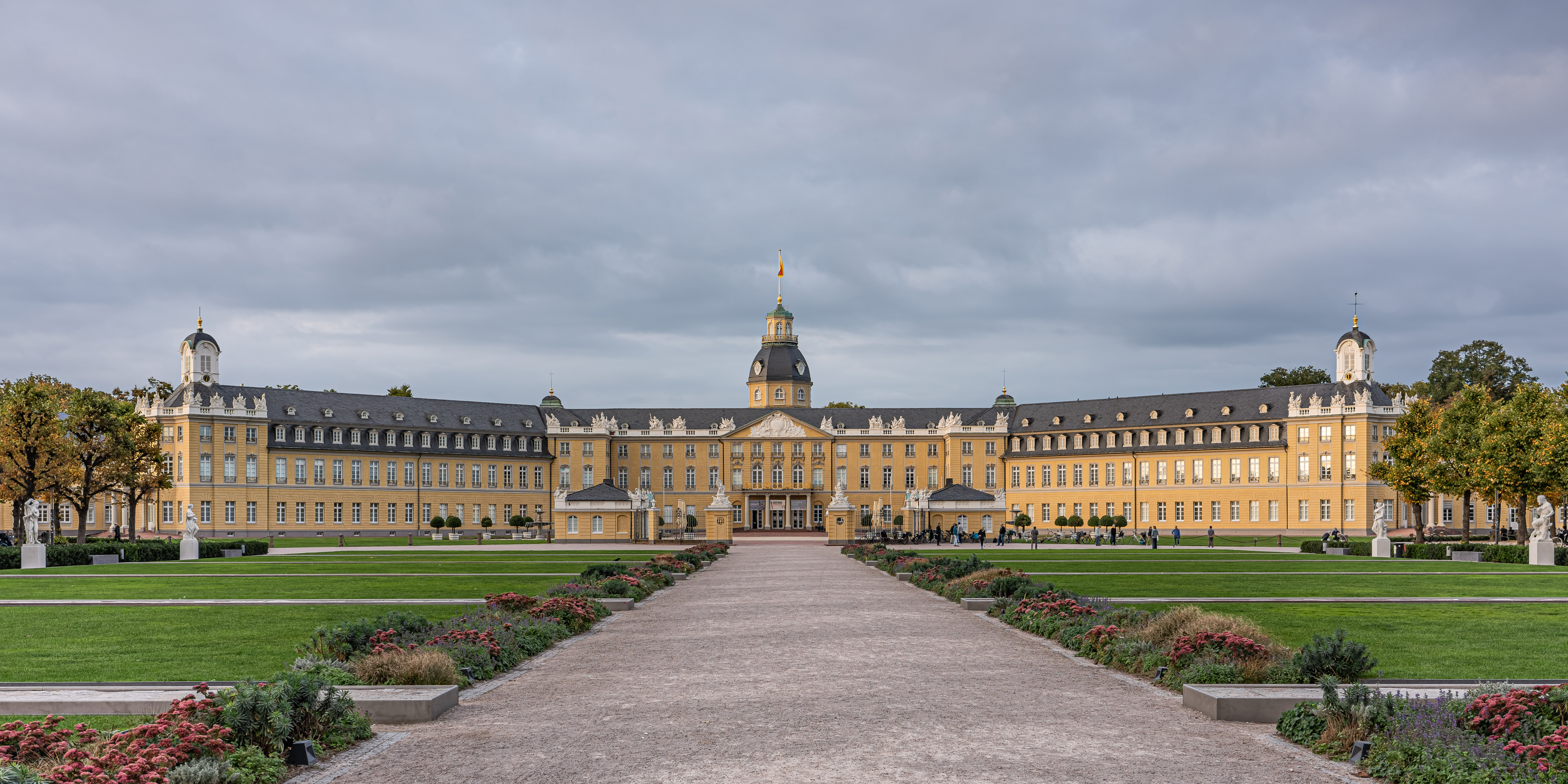
Il centro del Ventaglio urbano è rappresentato dal Castello

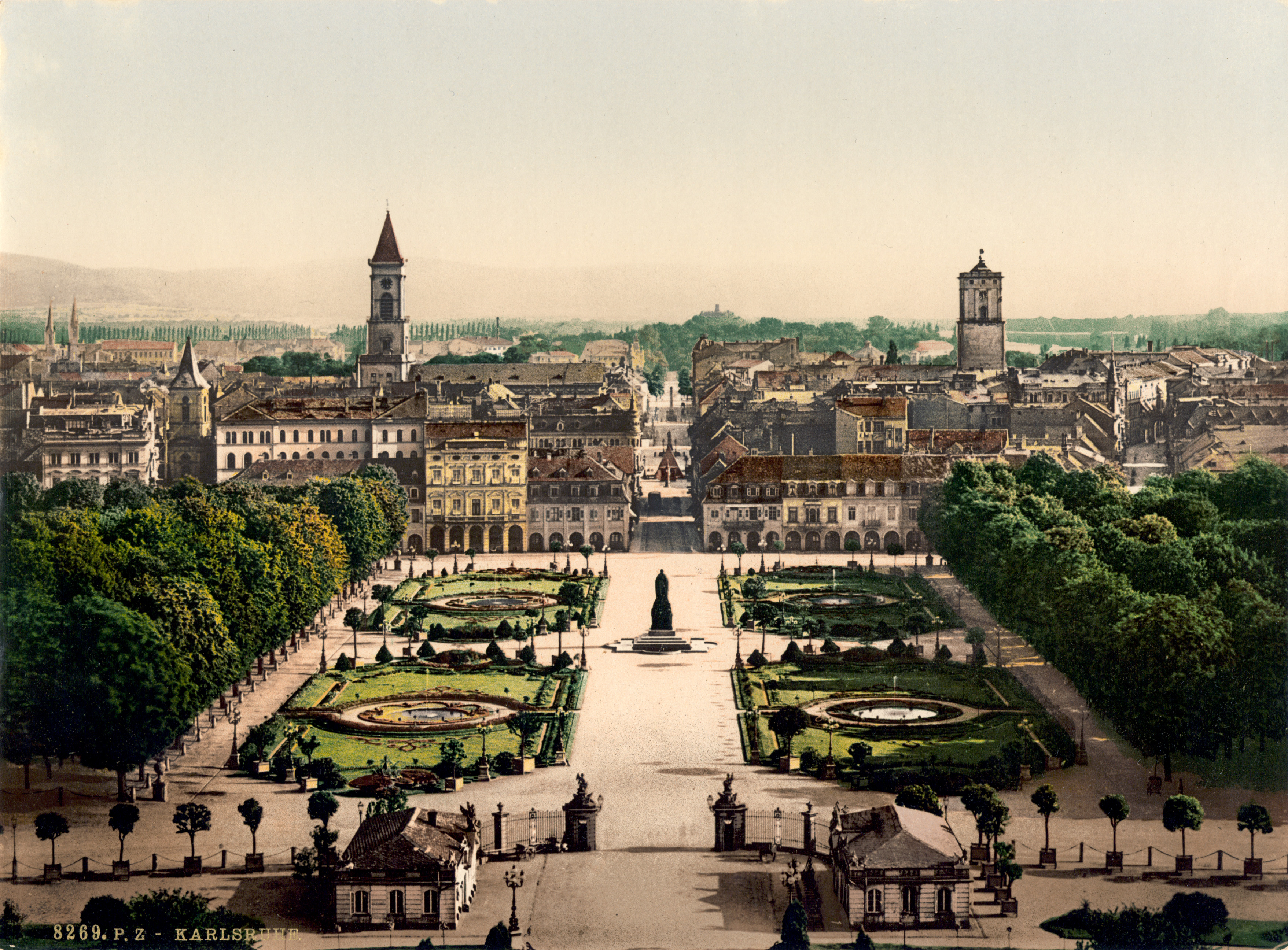
Karlsruhe, vista dalla torre del Castello verso Sud, 1900 circa

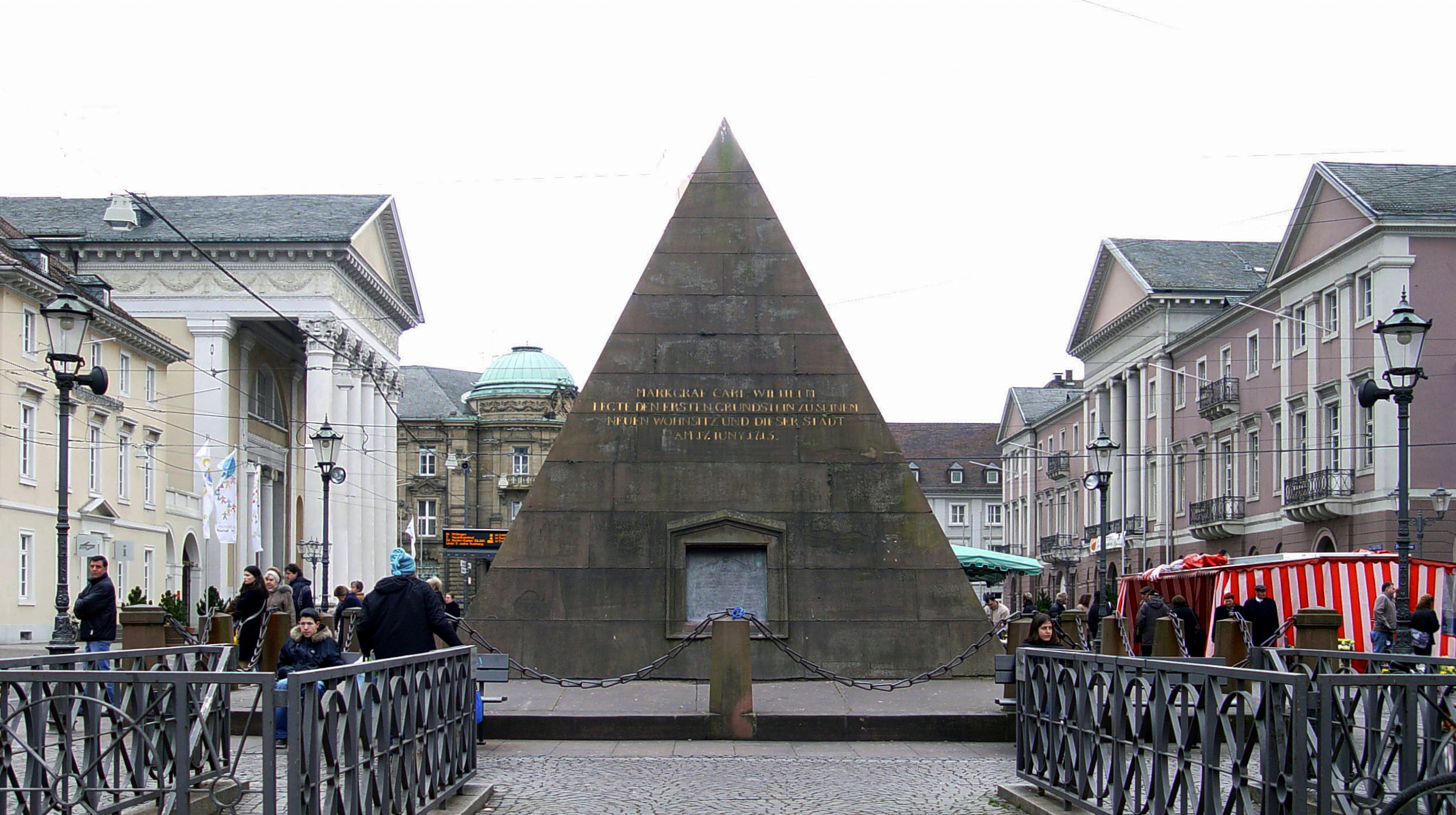
La Piramide della Piazza del Mercato(Marktplatz), monumento dedicato al fondatore della città Carlo III Guglielmo

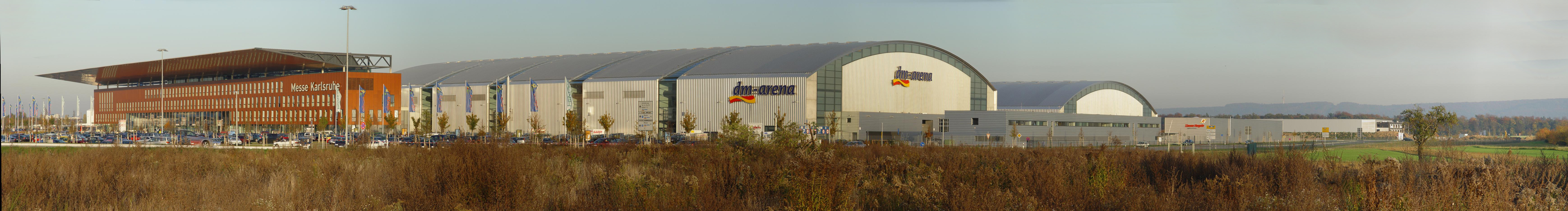
Il complesso fieristico di Karlsruhe

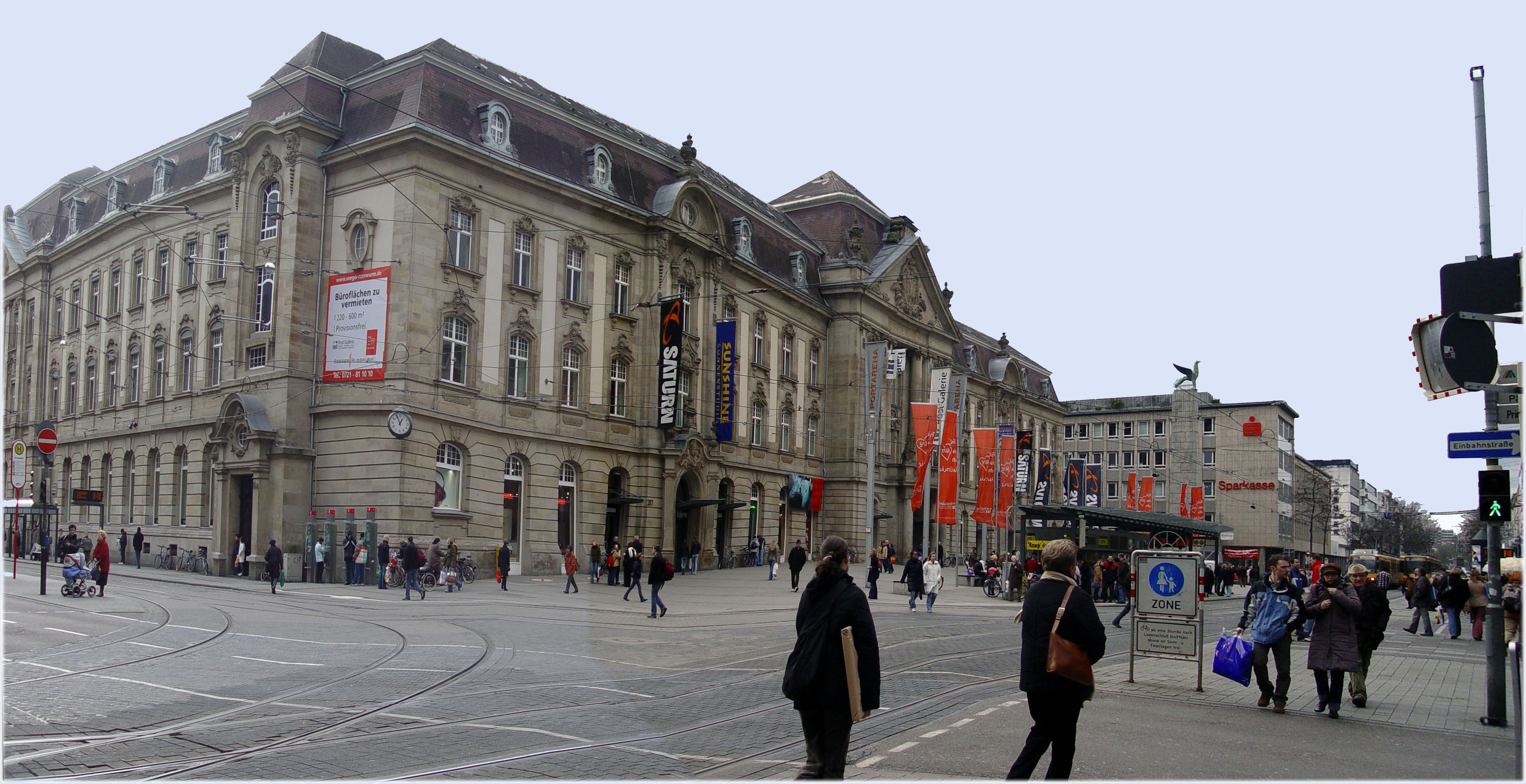
Piazza Europa(Europaplatz)

### Epoca romana
Risale alla prima metà del XX secolo il ritrovamento, avvenuto tra il 1922 e il 1927, di tre fornaci di mattoni e un forno per ceramica, databili con ogni probabilità a un'epoca risalente tra la fine del I secolo e la fine del II secolo d.C.

### XVIII secolo
Secondo la leggenda, Carlo III Guglielmo, margravio di Baden-Durlach, durante una gita di caccia si addormentò nella foresta di Hardtwald, nelle vicinanze di Durlach. Sognò un sontuoso castello dal quale si dipartivano come i raggi del sole delle strade. Carlo III Guglielmo mise allora su carta il piano della città che aveva sognato, fondando il 15 giugno 1715 la città, ad incominciare proprio dal Castello di Karlsruhe.

I raggi del sole sognati da Carlo III Guglielmo si possono vedere ancora oggi anche nell'impianto urbano della città: il castello è situato nel centro di un cerchio, da cui si dirama una trama di strade radiali in espansione verso la città a sud e, sotto forma di viali, attraverso la foresta Hardt a nord. Dalla torre del castello, posta nell'esatto centro dell'edificio, si gode la visuale completa di tutti questi raggi, per un totale di 32 fra strade e viali. Questo numero corrisponde esattamente alla divisione della Rosa dei venti. La città è stata costruita a partire dai quartieri meridionali. Lo schema urbano di Karlsruhe ricorda anche la forma di un ventaglio, da cui deriva il suo soprannome di Fächerstadt.
Karlsruhe è una delle ultime grandi città europee ad essere stata pianificata ex novo, e la sua realizzazione ha rappresentato il compimento di un'idea di vasta portata: per volere del conte Carlo III Guglielmo, nel 1715 in opposizione ai confini medievali della sua residenza di Durlach si propose la costruzione di una nuova città, dalla pianta e dallo spirito aperti agli scambi. La sua idea di città modello per il del futuro è riassunta in un documento storico di enorme importanza: il Privilegienbrief.
Questa lettera anticipava già molte idee caratteristiche di uno Stato moderno e alta considerazione della figura umana. Nel "Privilegien" si intravede molto di ciò per cui i popoli europei avrebbero lottato nelle rivoluzioni del periodo successivo, fino al XX secolo: libertà personale, libertà economica, uguaglianza davanti alla legge, partecipazione politica.
Per la fondazione di Karlsruhe sono accorsi molti lavoratori e abitanti da Francia, Polonia, Italia, Svizzera e dai molti paesi che componevano l'allora ancora frammentata Germania. A dimostrare tale varietà si può ricordare che il primo sindaco della città, Johann Sembach, proveniva da Strasburgo.
Karlsruhe fu inizialmente, dal 1717, residenza del Margravio e sede del Margraviato di Baden-Durlach, e dal 1771, in seguito al ricongiungimento con il Margraviato di Baden-Baden, dell'intero Margraviato di Baden.

### XIX secolo
Nel 1806 la città divenne la residenza dei granduchi di Baden. Nel 1818, proprio a Karlsruhe, il granduca Carlo II di Baden concesse la cosiddetta Badische Verfassung, una costituzione per l'epoca particolarmente liberale (da cui prese nome il Badischer Liberalismus).
Nel 1822 venne inaugurato in città il primo palazzo, su suolo tedesco, appositamente costruito per ospitare un parlamento. Un deputato della Badische Ständeversammlung, Friedrich Hecker, è stato inoltre uno dei leader della rivoluzione del Baden del 1848-1849.
Al 1825 risale l'istituzione del Politecnico - primo nucleo dell'oggi denominato Karlsruher Institut für Technologie - avvenuta per volere del granduca Carlo II di Baden. Nel 1846 venne istituito nel quartiere di Durlach, nei pressi della Feuerwehr Heidelberg, uno dei primi corpi di vigili del fuoco volontari (Freiwilligen Feuerwehren).
Durante la rivoluzione del Baden, il granduca Leopoldo trovò rifugio nel maggio del 1849 a Coblenza: fino alla sconfitta degli insorti da parte delle truppe prussiane nei pressi Rastatt, avvenuta a luglio dello stesso anno, il Baden divenne de facto una repubblica.
Con il primo tribunale amministrativo istituito tra gli allora stati tedeschi e di conseguenza con la possibilità per la prima volta per i propri cittadini di vedere il riconoscimento dei propri diritti nei confronti anche dello stato, Karlsruhe ha segnato nel periodo 1863-1864 una pietra miliare sulla strada dell'emancipazione dei propri abitanti da sudditi a cittadini.
Fra il 3 e il 5 settembre 1860 si tenne il congresso di Karlsruhe, che vide la presenza di circa 140 chimici. Durante il congresso lo scienziato siciliano Stanislao Cannizzaro ripropose alla comunità scientifica le ristampe delle tesi di Amedeo Avogadro. La definizione del principio di Avogadro ha consentito di distinguere il concetto di "atomo" da quello di "molecola" (per esempio, delle "molecole diatomiche", studiate dallo stesso Avogadro, che rappresentano la configurazione di molti gas allo stato naturale)
Nel 1862 il liberalismo del Baden ha riconosciuto l'uguaglianza civile per gli ebrei.
Il 4 novembre 1876 la Badische Staatskapelle Karlsruhe eseguì in città per la prima volta la Sinfonia n. 1 di Brahms.
Il 21 gennaio 1877 venne progettato il primo tram trainato da cavalli.
Il 16 settembre 1893 aprì il Mädchengymnasium (Liceo femminile), primo istituto di scuola superiore femminile di tutta la Germania.

### XX secolo
La popolazione cittadina crebbe nel corso dei secoli fino a superare nel 1901 la quota di 100 000 abitanti, guadagnandosi così, secondo quanto stabilito nel 1887 dall'Istituto Internazionale di Statistica lo status di Grande città (in tedesco: Großstadt). Nel tempo, molti comuni limitrofi sono stati incorporati nella città: l'ultima annessione risale al 1975, con l'inglobamento del comune di Neureut, nonostante la forte opposizione a tale operazione manifestata da parte degli abitanti che costrinse la Staatsgerichtshof für das Land Baden-Württemberg (la Corte Suprema per il Land del Baden-Württemberg) a pronunciarsi sulla questione. Nel quartiere si parla ancora oggi colloquialmente dell'evento come di un'annessione forzata.
Dopo la Rivoluzione di novembre del 1918 Karlsruhe divenne la capitale dello Stato del Baden. La città inoltre ha ospitato anche, come ai tempi della monarchia, la sede del Landeskommissärbezirk Karlsruhe, il commissario distrettuale di Karlsruhe. Durante la Seconda Guerra Mondiale e l'espansione tedesca, l'Alsazia venne affiliata al Baden nel Gau Baden-Elsaß, il previsto Reichsgau dell'Alto Reno, il cui capoluogo divenne proprio la città di Karlsruhe. Durante la Wagner-Bürckel-Aktion vennero deportati circa 6.000 ebrei che vivevano in questo Reichsgau verso il campo di internamento di Gurs. Allo stesso modo, famiglie di Sinti e Rom, residenti in particolare nel "Dörfle", furono radunati nel maggio 1940 presso il Polizeipräsidium am Marktplatz e deportati dapprima al forte di Hohenasperg e in seguito al campo di concentramento di Auschwitz.
Dopo la guerra, Karlsruhe venne inserita inizialmente nel Land a tutela statunitense del Württemberg-Baden; dal 1952 - anno di fusione dei Länder di Württemberg-Baden, Württemberg-Hohenzollern e Baden - è parte dell'attuale unico Land del Baden-Württemberg.
All'interno della Repubblica Federale Tedesca Karlsruhe è diventata la cosiddetta Sede della Giustizia: dal 1950, ospita il Bundesgerichtshof, la Corte di Giustizia Federale. Il 28 settembre 1951 vi si insediò anche il Bundesverfassungsgericht, la Corte Costituzionale Federale tedesca, il cui primo presidente fu il politico dell'FDP Hermann Höpker-Aschoff. Dal 1952 al 1972 Karlsruhe fu sede del Regierungsbezirk Nordbaden, il Distretto governativo del Baden settentrionale, mentre dal 1º gennaio 1973 è diventata la sede del Distretto governativo di Karlsruhe.
Nel 1967 la città ha ospitato l'appuntamento biennale del Bundesgartenschau, una delle principali esposizioni agricolo-floricole europee. Per l'occasione, il parco comunale, lo zoo e il parco del castello sono stati trasformati in modo significativo e meglio adattati alle esigenze dei cittadini per il proprio tempo libero.
Nel 1969 la città di Karlsruhe ha ricevuto il Premio europeo per il proprio eccezionale contributo all'idea dell'integrazione europea.
Nel 1972 la città ha cominciato a istituire isole zone pedonali sulla Kaiserstraße. L'attuale stato di zona pedonale continua a forma di corona in Europaplatz è stato raggiunto nel 1984.
La prima e-mail ricevuta in Germania, il 2 agosto 1984 è stata ricevuta e inviata dal data center dell'Università di Karlsruhe: il pioniere di Internet Werner Zorn riuscì a rispondere al benvenuto ufficiale dell'americana CSNET, una piattaforma per la comunicazione elettronica tra scienziati.
Dal 20 al 30 luglio 1989 ha avuto luogo a Karlsruhe, la terza edizione dei World Games, un concorso internazionale per gli atleti e le atlete i cui sport non sono presenti nel programma olimpico. Vi hanno partecipato 1 965 atleti di 19 discipline.
Il 13 giugno 1995, è stato fondato il GmbH Baden-Airport. Questo è stato costruito nell'ex base aerea canadese di Söllingen (Rheinmünster), collegando così Karlsruhe alla rete internazionale del trasporto aereo.
Karlsruhe è stata la sede di uno dei 45 sottocampi del campo di concentramento di Auschwitz.

### XXI secolo
Nel 2003, ha aperto nel quartiere di Forchheim della vicina Rheinstetten la Fiera di Karlsruhe (Messe Karlsruhe) in grado di ospitare scambi nazionali e internazionali, mostre e saloni. La fiera dispone di quattro magazzini per 12 500 metri quadrati. Nella Dm-Arena, utilizzata come sala polivalente, possono essere ospitati fino a 14 000 visitatori.
Il 7 settembre 2005 ha aperto, dopo due anni di lavori per la costruzione, il centro commerciale ECE "Ettlinger Tor", il più grande centro commerciale urbano nel sud della Germania. Circa quattro anni prima, il 27 settembre 2001 all'interno dell'ex ufficio postale centrale di Europaplatz era stato aperto il primo centro commerciale urbano della città.
Il 21 gennaio 2010 il primo ministro del Land del Baden-Württemberg, Günther Oettinger, insieme con il Segretario di Stato Rainer Bomba e al sindaco di Karlsruhe, Heinz Fenrich, ha inaugurato primo tunnel ferroviario sotto Europaplatz, in grado di alleggerire la via principale dello shopping dal traffico.

### Stemma
Lo stemma della città di Karlsruhe presenta su sfondo rosso una fascia diagonale color oro e margini in argento, su cui è posta in diagonale la parola Fidelitas, scritta in nero in caratteri latini maiuscoli. La bandiera della città è di colore rosso-giallo-rosso.
I colori dello stemma rappresentano un'inversione dello stemma del Baden, che si mostra invece come uno scudo dorato attraversato da una fascia rossa diagonale. Il fondatore della città, Carlo III Guglielmo, aveva così voluto e suggerito sia l'inclusione del motto - che ricordava l'ordine dinastico da lui stesso fondato, l'Ordine della fedeltà - sia del giorno della fondazione della città. La combinazione di colori proposta dal Margravio è stata usata per la prima volta solo nel 1887, mentre in precedenza venivano utilizzati i colori della bandiera statale.

## Monumenti e luoghi d'interesse

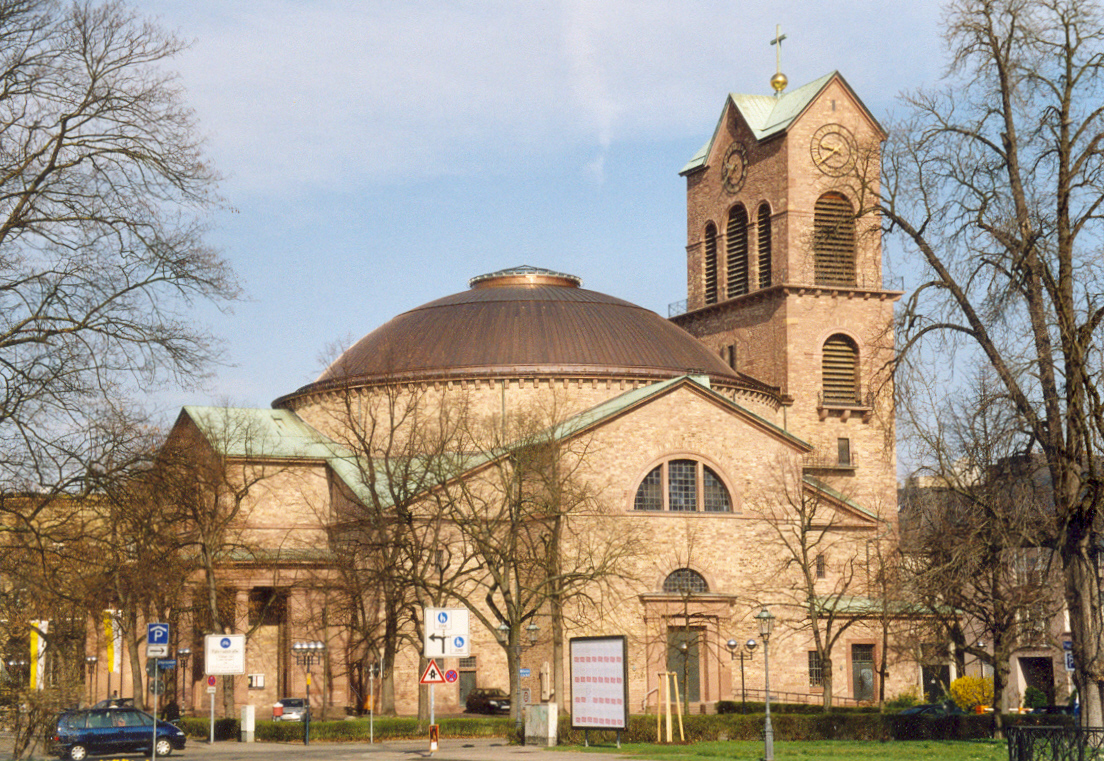
La Parrocchia di Santo Stefano(Sankt Stephan).

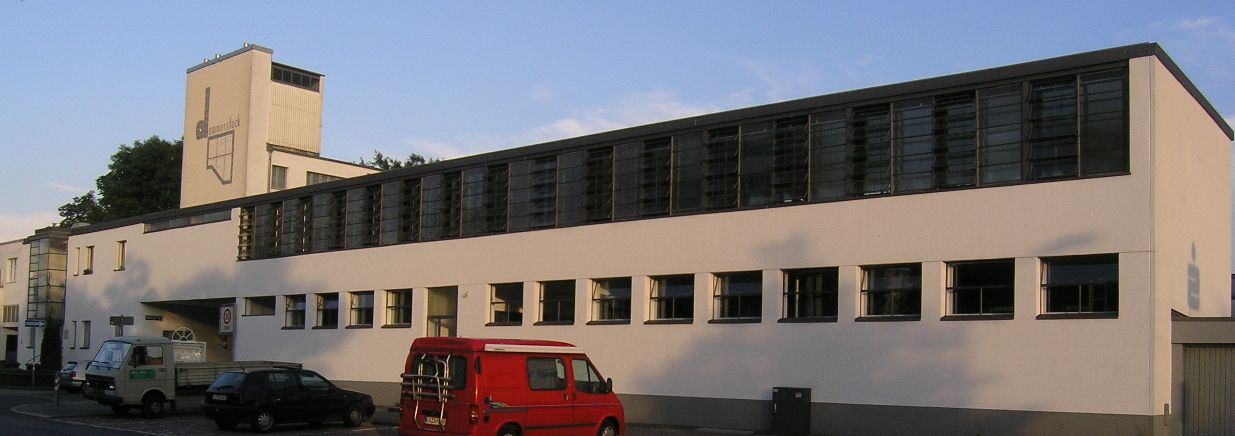
Nuovi edifici nel quartiere di Dammerstock.

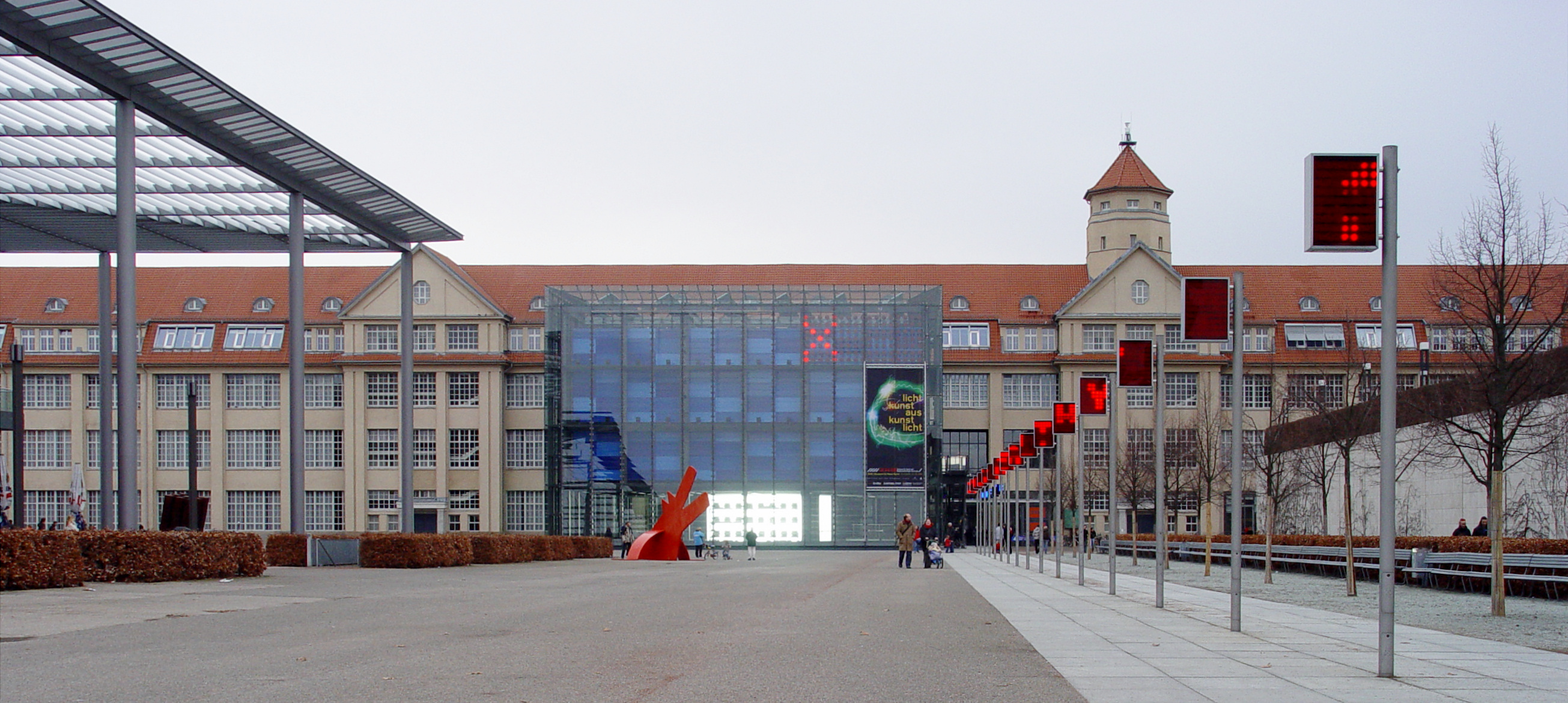
Il Zentrum für Kunst und Medientechnologie (Centro per l'arte e la tecnologia mediatica).

In quanto città relativamente giovane, mancano a Karlsruhe le vie medievali caratterizzanti molte altre grandi città tedesche. La disposizione urbana venne organizzata secondo il piano per la fondazione proposto nel 1715. Fulcro centrale del tutto è la torre del Castello, insieme al Giardino e al Schlossplatz: la strada denominata Zirkel (Cerchio) circonda tutto il complesso costituito appunto da castello, giardino e piazza.
Storicamente era stata autorizzata la costruzione degli altri edifici pubblici solamente a sud dello Zirkel; per la costruzione di questi, inoltre, sono state dettate severe linee guida - in particolare in materia di altezza dei fronti - in modo tale da rendere un'immagine complessiva uniforme dell'abitato. Gli edifici sorti nei pressi del castello risalgono a tempi più recenti: a est si trova il Karlsruher Institut für Technologie, mentre a ovest è ospitata la sede della Corte Costituzionale Federale tedesca. Lo Schwedenpalais fu costruito per il consigliere privato del margravio Georg Ernst Ludwig Preuschen su progetto di Johann Friedrich Weyhing (1716-1781).
All'esterno dello Zirkel si diramano le 32 fra strade e viali che hanno origine dalla torre del Castello, rappresentando allegoricamente i raggi del sole. Il numero e la disposizione corrispondono inoltre alle direzioni indicate dalla Rosa dei venti. Lo sviluppo iniziale privilegiato, con un'espansione a partire dal lato sud del castello ha fatto poi sì che il centro della città assomigliasse più a un ventaglio, piuttosto che al sole. Nel castello è attualmente ospitato il Badisches Landesmuseum, il Museo di Stato del Baden.
L'architetto neoclassico Friedrich Weinbrenner caratterizzò durante la prima metà del XIX secolo il paesaggio urbano di Karlsruhe, ed è ancora possibile trovare in città molti dei suoi lavori. Marktplatz, con la Chiesa Evangelica (l'Evangelische Stadtkirche del 1807-1815) e il Municipio - Rathaus - risalente al periodo 1821-1825, insieme alla connessa Via Triumphalis - che si sviluppa come asse principale lungo la direttrice nord-sud - si pone sicuramente come una delle piazze più importanti del neoclassico europeo. In seguito ai danni di guerra fu ricostruita in gran parte dal 1950. Degna di nota è inoltre la chiesa parrocchiale di S. Stefano, costruita tra il 1808 e il 1814: essa non costituisce solamente una delle opere più importanti di Weinbrenner, perché rappresenta anche un edificio che ospita una delle più importanti cupole neoclassiche del sud della Germania.
Nel 1928 la città di Karlsruhe ha indetto un concorso per la costruzione di una nuova porzione di città nel quartiere meridionale di Dammerstock - per pubblicizzare la zona vicina a Rüppurr - con l'obiettivo di realizzare il sito entro la metà del 1929. Il primo premio fu assegnato al progetto di Walter Gropius, che aveva da poco abbandonato la direzione del Bauhaus: il piano prevedeva costruzioni con sviluppo in linea, in modo da permettere a tutti i residenti di poter godere alla stessa maniera della luce del giorno. A causa della Grande depressione del 1929 e della conseguente crisi, tuttavia, venne realizzata solamente la prima fase del progetto, con il completamento di 228 appartamenti. Ciò nonostante, la soluzione utilizzata per Dammerstock rimane una delle realizzazioni più importanti del Movimento Moderno in Germania.
In seguito alle vicissitudini della seconda guerra mondiale si crearono molti spazi vuoti nel tessuto urbano, riempiti spesso con il calcestruzzo di edifici commerciali. Si può dire che la città di Karlsruhe, prima ma soprattutto dopo la seconda guerra mondiale, sia cambiata significativamente. Conformemente agli indirizzi tipici degli anni settanta del XX secolo, la maggior parte delle piccole case degli abitanti del villaggio del 1812, la Klein-Karlsruhe, fu demolita e sostituita da grandi strutture in calcestruzzo. La Kriegsstraße è stata potenziata ai livelli di grande arteria urbana; la Kaiserstraße, per contro, è stata durante gli anni ottanta del XX secolo a poco a poco trasformata in isola pedonale. Dopo il ritiro delle truppe americane e francesi, avvenuto nel 1990, il progetto urbano è stato caratterizzato dall'uso dei terreni incolti e dalla riconversione di diverse aree. Nel centro della città sono state realizzate nuove aree residenziali, così come nella zona sud-est in luogo della ex-stazione merci e nella città settentrionale, sulla base della ex colonia americana.
Nella zona sud-occidentale della città, in luogo della ex fabbrica di munizioni è stato realizzato un grande complesso comprendente un cinema multisala, il nuovo edificio dell'Agentur für Arbeit (Agenzia per il lavoro), la sede del Procuratore generale e, all'interno della fabbrica di armi vera e propria, lo ZKM-Zentrum für Kunst und Medientechnologie ("Centro per l'Arte e Tecnologia dei Media") e la HfG-Staatliche Hochschule für Gestaltung Karlsruhe (Accademia di Stato per il Design). Con l'apertura di un grande centro commerciale al coperto presso la Ettlinger Tor, nell'autunno del 2005, Karlsruhe si è dotata del più grande centro commerciale urbano nella Germania meridionale.

## Società

### Evoluzione demografica
Karlsruhe ha raggiunto la soglia dei 100 000 abitanti nel 1901, raggiungendo lo status di Grande città. Nel 1950 tale numero era già raddoppiato a circa 200 000. Nel 1975 la popolazione crebbe ulteriormente a causa delle numerose annessioni di comuni limitrofi avvenute nei primi anni settanta fino a quota 280 000. Dopo una perdita di circa 20 000 persone ed un picco negativo a quota 260 000 abitanti raggiunto nel 1987, la popolazione è nuovamente cresciuta di circa 25 000 unità entro il 2005. Il 30 giugno del 2010 è stata dichiarata per Karlsruhe, da parte dell'Ufficio statistico del Baden-Württemberg, una "popolazione ufficiale" di 292 331 abitanti. La percentuale di stranieri stimata era del 14,1% a dicembre 2009.
Lo sviluppo della popolazione è condizionato dal basso tasso di natalità che a lungo ha caratterizzato la popolazione tedesca. Anche se Karlsruhe aveva registrato perdite sostenute a causa del trasferimento di molti cittadini nelle località circostanti, in questi ultimi anni, l'arrivo di cittadini stranieri ha raggiunto e superato il numero di tedeschi che hanno lasciato la città. I principali paesi di origine (secondo quanto specificato dalle fonti cittadine) sono: Turchia (6 109), Italia (4 247), Croazia (2 301), Serbia-Montenegro (1 887), Polonia (1 823), Russia (1 578), Francia (1 555), Romania (1 352), Cina (1 231), Ucraina (1 154), Bosnia-Erzegovina (1 010) e Spagna (1 004) e Grecia (809). 14 686 stranieri (il 37,1%) sono membri di uno dei 27 Stati membri dell'UE.

### Religione

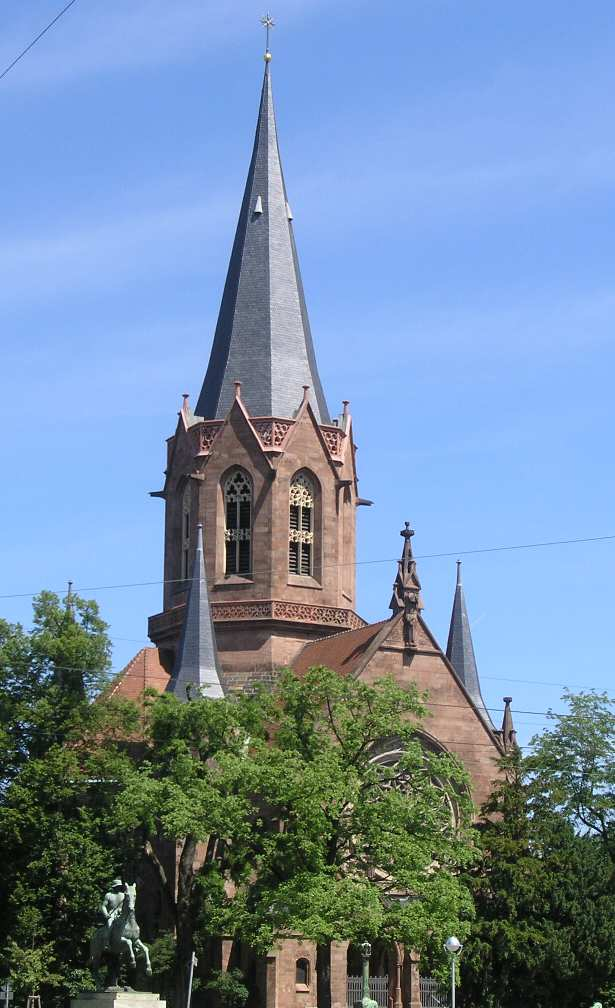
La Christuskirche, nei pressi della Mühlburger Tor.

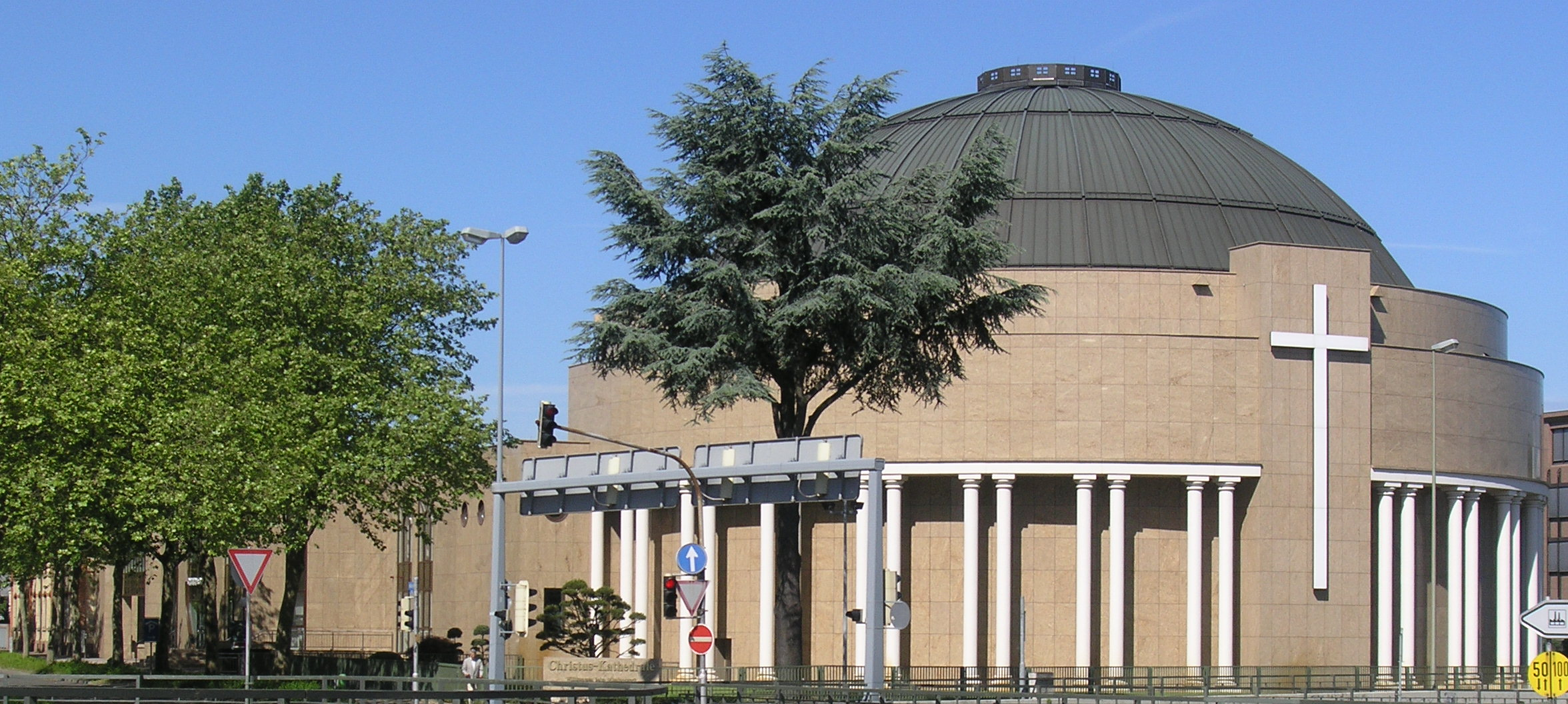
La Christus-Kathedrale della Missione Weg zur Freude.

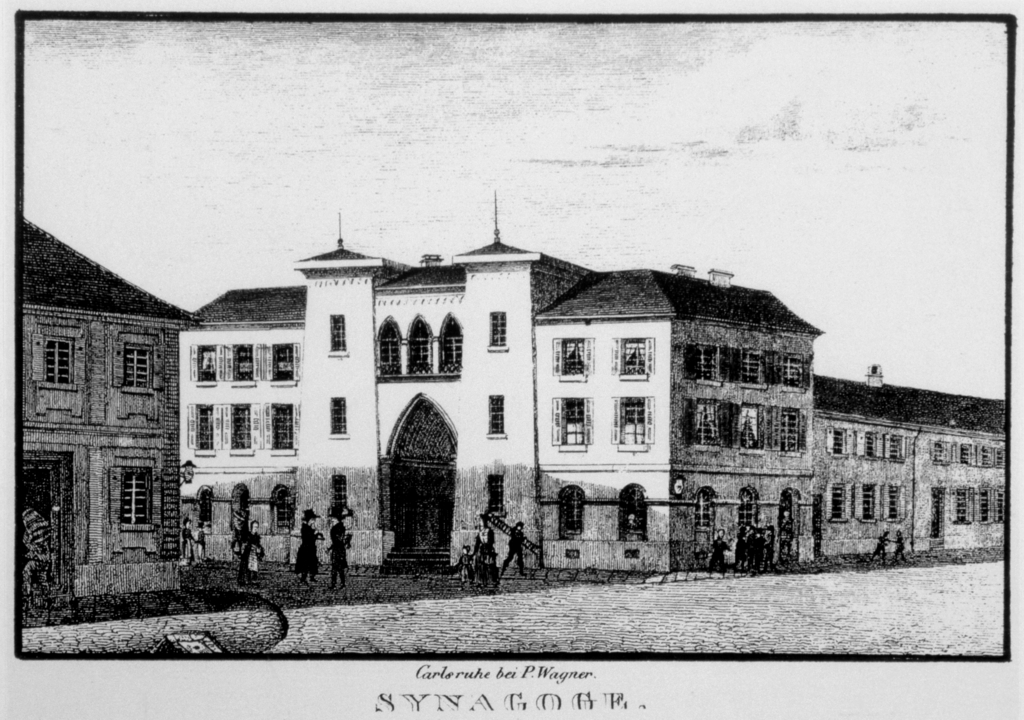
La prima Sinagoga di Karlsruhe, in un'incisione del 1810.

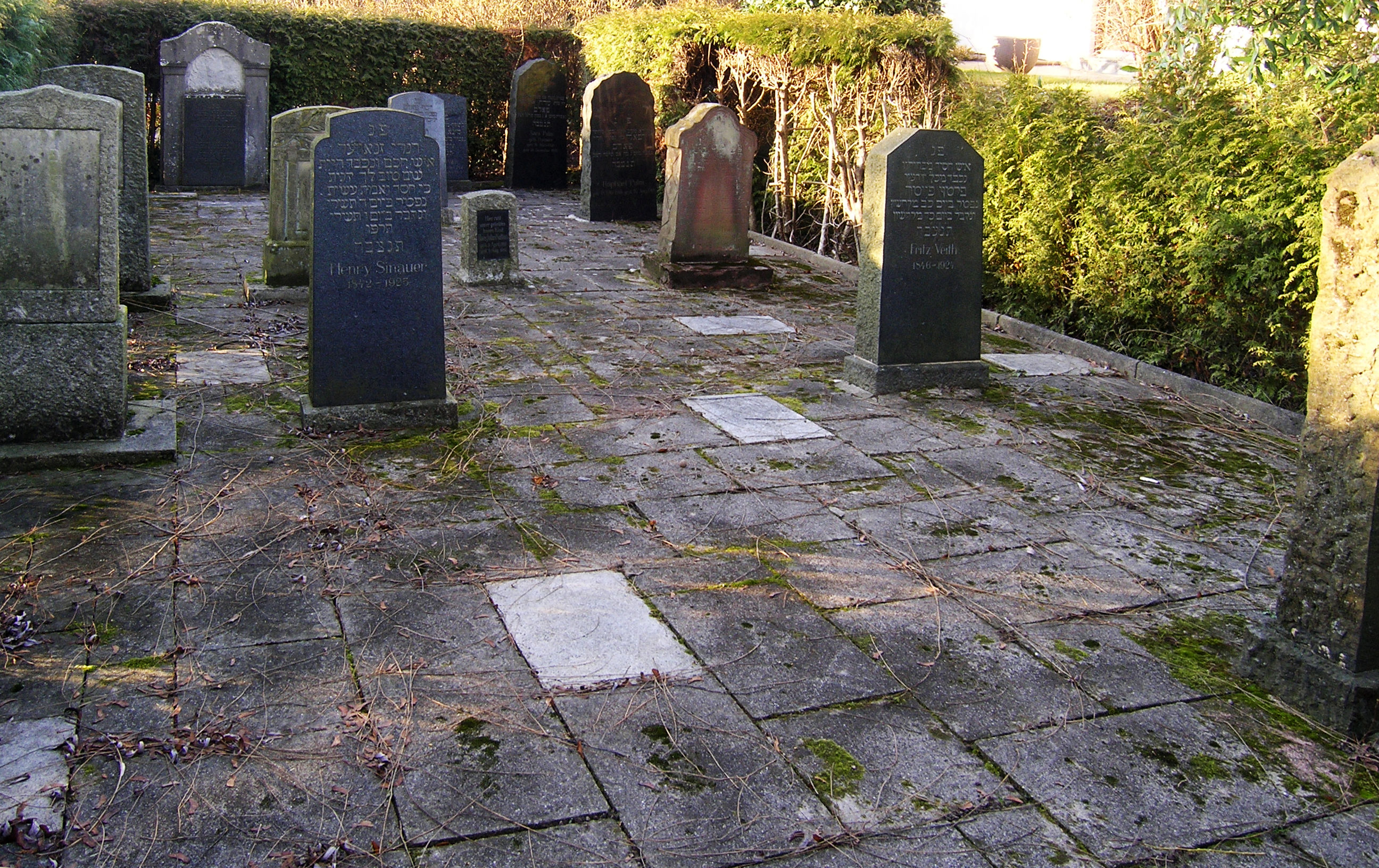
Il cimitero ebraico di Grötzingen.

#### Cristianesimo
La Riforma protestante era stata introdotta nel Margraviato di Baden-Durlach già nel 1556. Dal momento che Karlsruhe apparteneva a tale margraviato, la città si presentava già dalla sua fondazione come una città protestante. Al fine di attrarre nuovi residenti in città, Carlo III Guglielmo propose una serie di incentivi. Oltre ai benefici finanziari, ai nuovi cittadini veniva inoltre concessa la libertà di religione, cosicché ben presto iniziò ad attirare i primi cattolici. Carlo Federico di Baden ereditò nel 1771 i possedimenti della linea estinta di Baden-Baden, che era rimasta cattolica, e promosse la stessa lungimirante tolleranza religiosa come il fondatore della città, Carlo III Guglielmo. All'inizio del XIX secolo, i cristiani cattolici romani della città ebbero una propria chiesa, la Chiesa di Santo Stefano, dedicata nel 1814. Al giorno d'oggi, la percentuale di cattolici (32,7%) e protestanti (30,6%) tra la popolazione totale è pressoché paritaria.

##### Chiesa cattolica
I membri della Chiesa cattolica romana della città sono parte del Decanato di Karlsruhe, all'interno della regione Medio Reno Superiore-Pforzheim dell'Arcidiocesi di Friburgo in Brisgovia. Si è tenuto nel 1992 un Katholikentag caratterizzato dallo slogan "Eine neue Stadt ersteht", "si pone una nuova città". Vengono celebrate in città anche messe secondo il rito tridentino e di Taizé. Nel quartiere di Knielingen si trova anche la Chiesa del Cuore di Gesù, della Fraternità Sacerdotale San Pio X, la fraternità dei cosiddetti "lefebvriani".

##### Chiesa evangelica di Stato
I membri della Chiesa evangelica fanno riferimento - ad eccezione dei membri di chiese evangeliche indipendenti - alla Kirchenbezirk (equivalente grosso modo alla Diocesi cattolica) di Karlsruhe e Durlach (con l'eccezione del distretto di Neureut, parte del distretto ecclesiastico di Karlsruhe-Land, con sede a Bruchsal), parte del Kirchenkreis del Baden settentrionale in seno alla Chiesa Evangelica dello Stato del Baden, che avendo sede proprio a Karlsruhe, fa della città anche la residenza del Landesbischof.

##### Altre chiese, chiese libere e comunità
In Karlsruhe si trovano inoltre la Comunità vetero-cattolica „Christi Auferstehung“ e numerose Chiese libere, tra cui il Christlicher Verein Junger Menschen (il CVJM, noto anche come YMCA), la Apostolische Gemeinschaft (Comunità apostolica), l'Esercito della salvezza, una Chiesa cristiana avventista del settimo giorno, una Evangelische Täufergemeinde (Congregazione evangelica battista) in Durlach, due Brüdergemeinde, una Evangelisch-Freikirchliche Gemeinde (battismo), una Chiesa evangelica libera, 11 comunità appartenenti alla Chiesa Neo-Apostolica, sei Chiese evangeliche metodiste, una Comunità evangelica-luterana ed una Comunità mennonita.
Delle tante Chiese carismatiche e pentecostali, fanno parte del Bund Freikirchlicher Pfingstgemeinden (Comunità delle Chiese libere pentecostali) la Gospelhouse Karlsruhe, la Treffpunkt Leben, la Freie Christengemeinde e la comunità Agape, incluse le comunità figliate brasiliana e turca (Köprü); tra le chiese protestanti aderenti al Mülheimer Verband Freikirchlich-Evangelischer Gemeinden (Associazione di Chiese libere e comunità evangeliche di Mülheim) si ricordano la Johannes-Gemeinde e la rete di Hauskirche (Chiese domestiche); partecipano al Forum Leben il Christliches Zentrum Karlsruhe (CZK), la Nehemia-Initiative e Fabrik88; vi sono inoltre la Libera missione pentecostale Karlsruhe, la CITY-Gemeinde, la sezione cittadina dell'ICF (International Christian Fellowship) e la Chiesa di Dio di Cleveland. In aggiunta, trovano ospitalità vari gruppi religiosi di lingua straniera, come una sezione evangelica latino-americana, una chiesa anglicana episcopale e due chiese cortodosse: una greco-ortodossa ed una Chiesa ortodossa rumena.

#### Altre fedi
Tra le ulteriori comunità a riferimento cristiano presenti in città si ricordano la Chiesa di Gesù Cristo dei santi degli ultimi giorni (Mormoni), la Chiesa scientista, la Comunità Cristiana (Die Christengemeinschaft), i Testimoni di Geova e la Universelles Leben.

#### Ebraismo
Karlsruhe ospita la sede della comunità religiosa ebraica di Baden (Israelitische Religionsgemeinschaft Baden), una sinagoga, un rabbino Chabad e diversi cimiteri ebraici.
Prima dell'Olocausto risiedeva in città una vasta comunità ebraica: figure di spicco come lo studioso talmudico Nathaniel Weil, il politico Moritz Ellstätter e la dottoressa Rahel Straus provenivano, ad esempio, da Karlsruhe. La sinagoga cittadina era stata costruita già nel 1806 dal famoso architetto Friedrich Weinbrenner e ricostruita nel 1871 da Josef Durm. Inoltre, si trovavano a Karlsruhe anche una sinagoga ortodossa, opera di Gustav Ziegler ed un centro comunitario, opera di Robert Curjel e Karl Moser.
Nel 1933 vivevano in città (inclusi i distretti successivamente inglobati), secondo il censimento del 16 giugno, 3.358 cittadini di fede ebraica.
Le sinagoghe vennero distrutte nel 1938 durante la Notte dei cristalli e in seguito alla Wagner-Bürckel-Aktion 893 ebrei vennero deportati, durante l'estate del 1940, nel campo di concentramento di Gurs, nella Francia meridionale. L'archivio cittadino ha stilato nel 1988, un elenco memoriale per le oltre 1 000 vittime ebraiche; con l'aiuto del lavoro di numerosi volontari, tale elenco è stato integrato con numerose biografie all'interno del Gedenkbuch für die Karlsruher Juden.
Nel 1971 venne inaugurata la nuova sinagoga è stata inaugurata in Knielinger Allee, a disposizione di una comunità che, nel 2006, era tornata a rappresentare circa 830 iscritti.

#### Islam
Per i musulmani che vivono a Karlsruhe, vi sono a disposizione in città dieci moschee e un Moscheeverein (Gruppo Musulmano in lingua tedesca).

#### Buddismo e altro
Esistono inoltre a Karlsruhe una comunità Bahá'í, centri per il buddismo Kadam, il buddismo della Via del Diamante, il buddismo Vipassanā ed il Buddhismo Zen, un grippo cittadino Eckankar ed un centro Sathya Sai.

### Giustizia

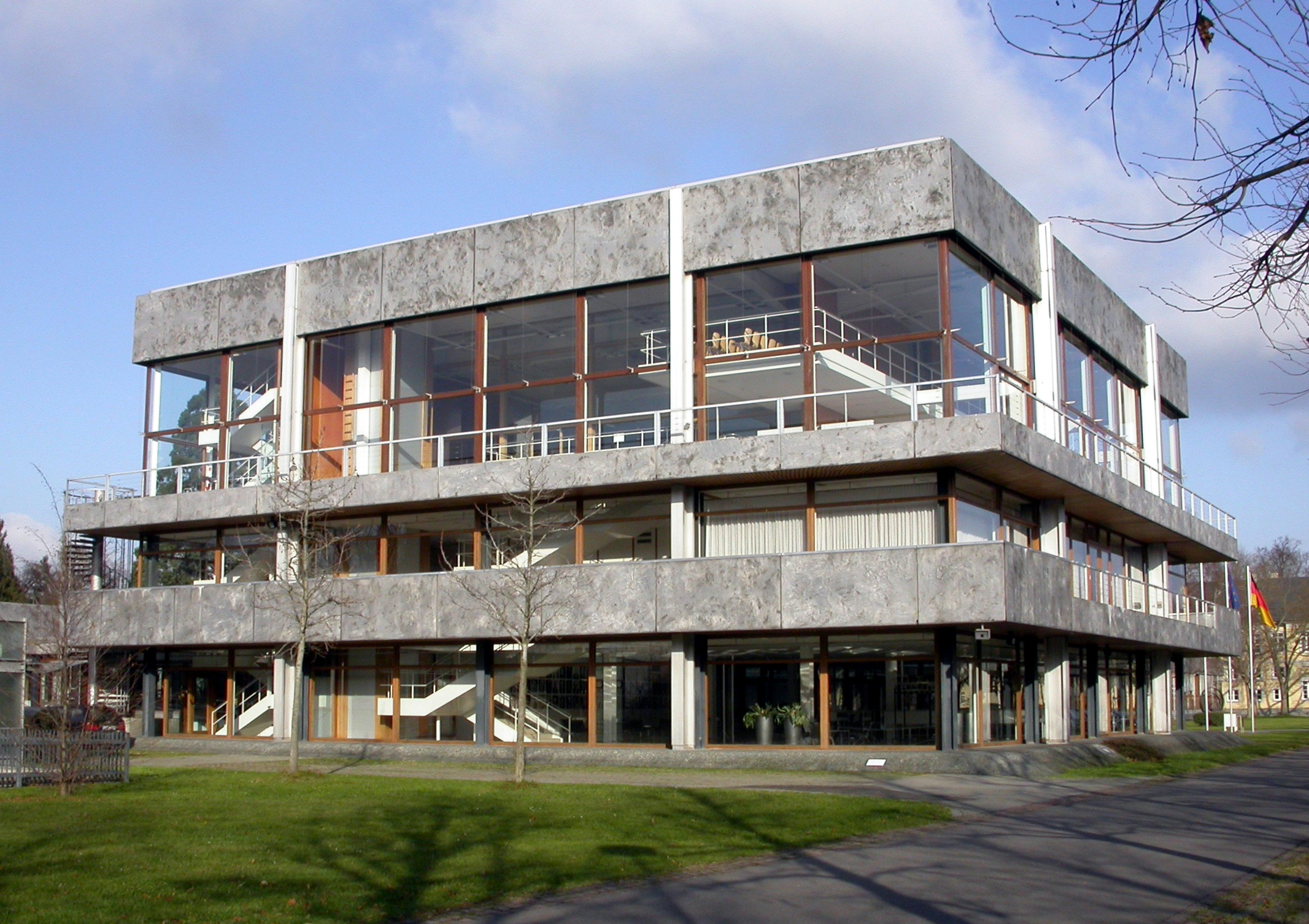
La sede di Karlsruhe della Corte Costituzionale Federale tedesca.

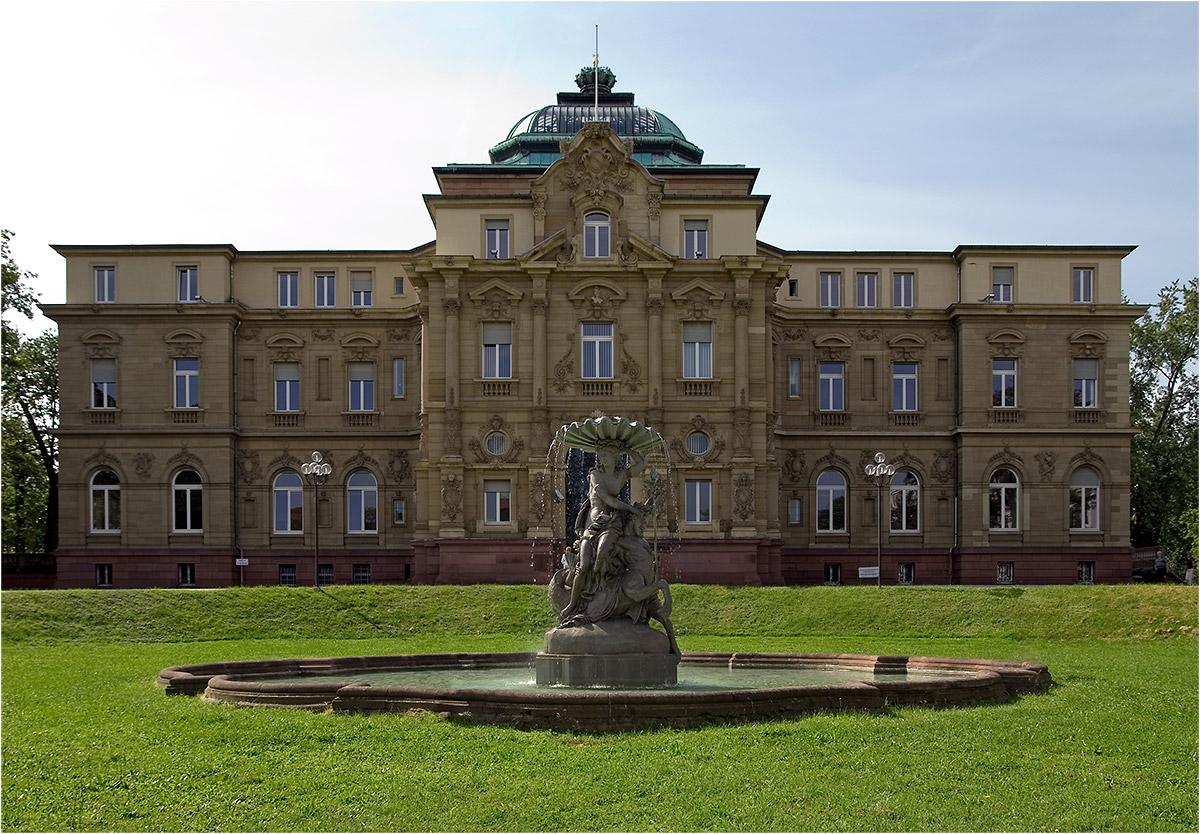
Il Palazzo del Margravio, sede dal 1950 della Corte di Giustizia Federale.

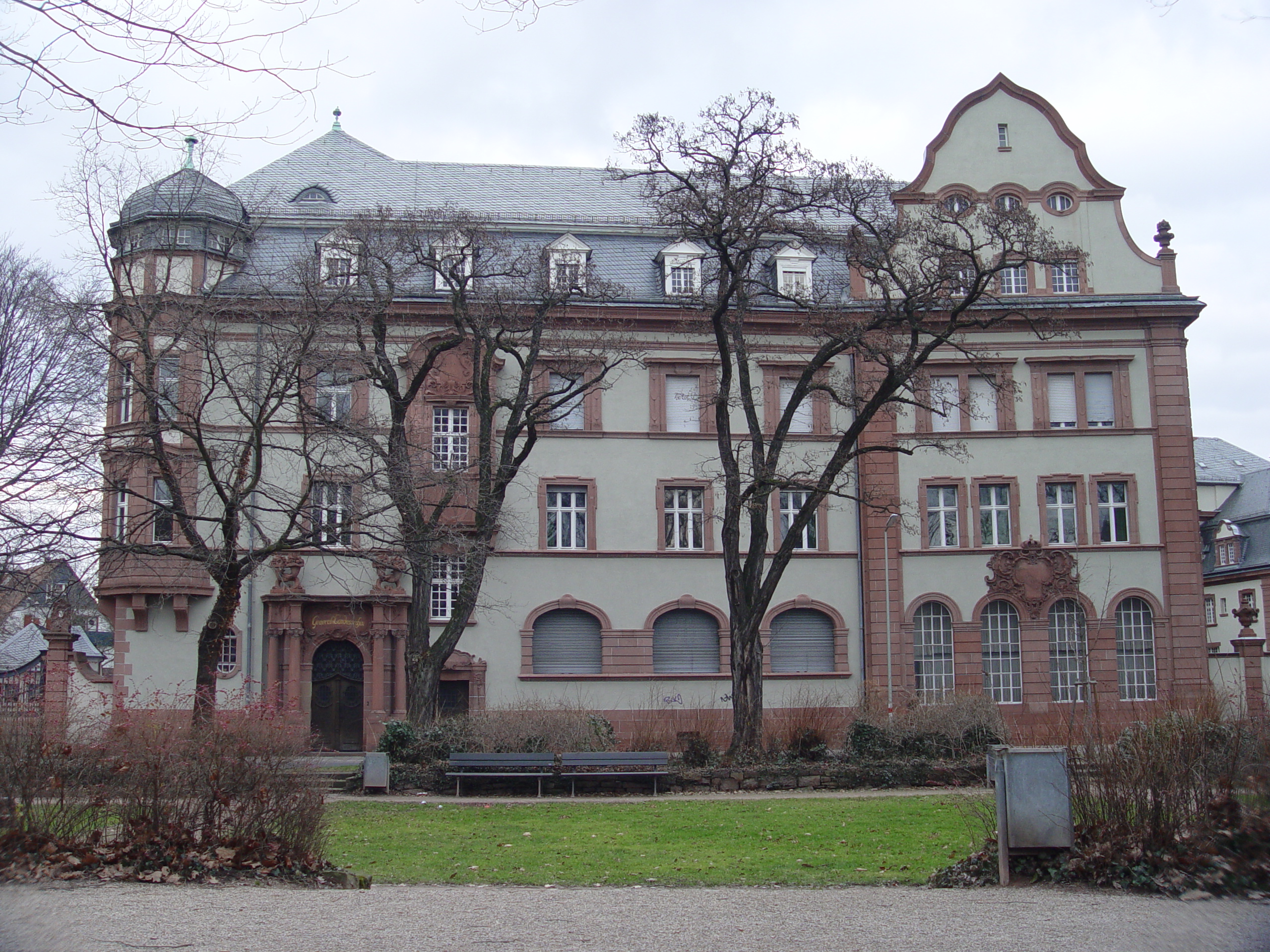
Sede cittadina dell'Archivio di Stato, l' "Archivio nazionale generale" (Generallandesarchiv).

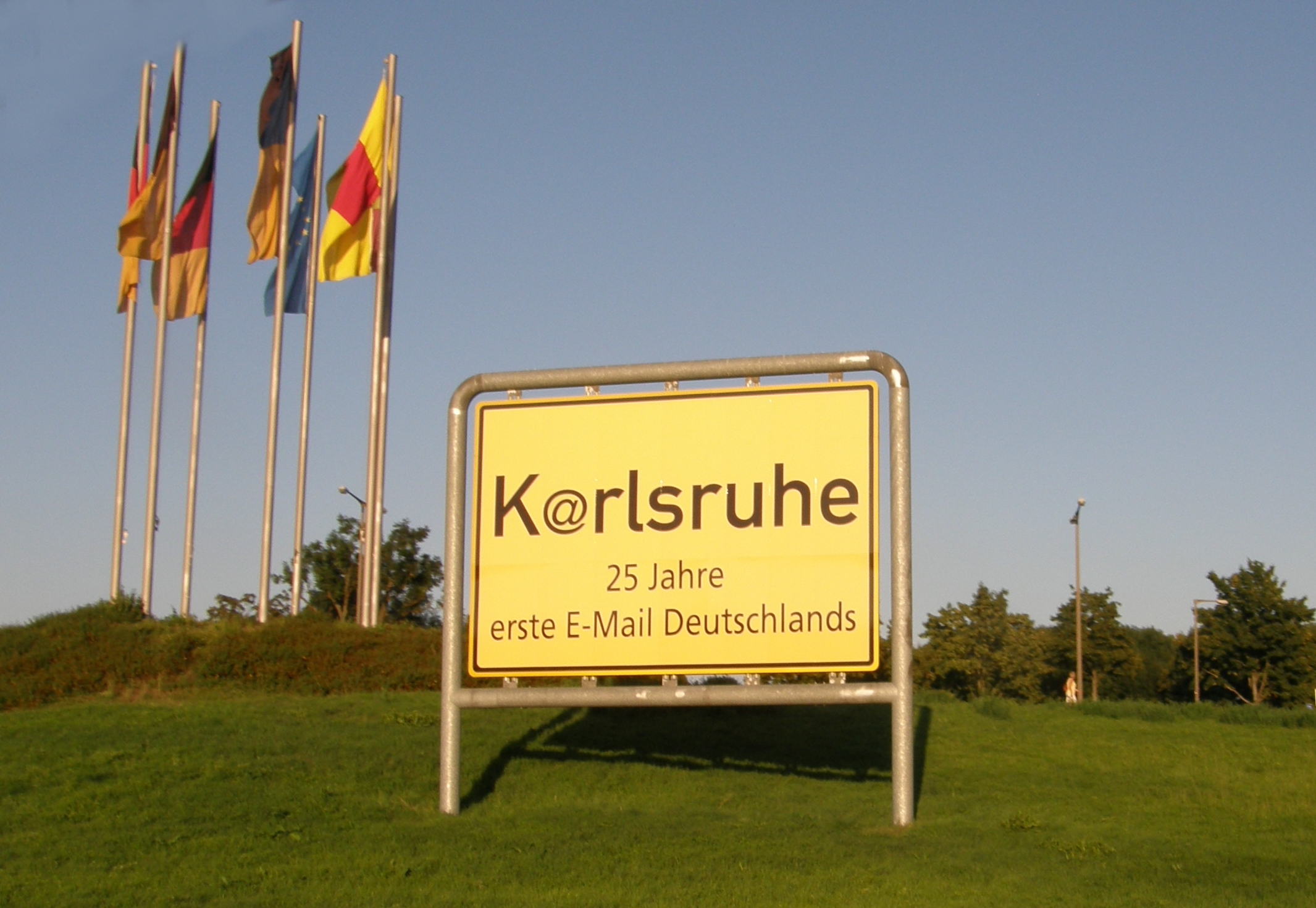
Cartello apposto nel mese di agosto del 2009, in occasione del 25º anniversario della prima e-mail spedita dalla Germania.

Oltre ad ospitare la Corte Costituzionale Federale tedesca e la Corte di Giustizia Federale, Karlsruhe è sede della Corte Suprema (Oberstes Gericht) per i procedimenti civili. È inoltre degna di nota la sede del Procuratore Generale, in precedenza situata all'interno dei locali della Corte di Giustizia e, dal 1999 ospitata in un edificio dedicato in Brauerstraße. Vi sono inoltre il tribunale ordinario, una Corte d'appello (Oberlandesgericht Karlsruhe), con relativa procura, un tribunale distrettuale (Landgericht Karlsruhe) e due preture (Amtsgericht), l'Amtsgericht Karlsruhe e l'Amtsgericht Karlsruhe-Durlach. Trovano sede in città anche un Tribunale amministrativo (Verwaltungsgericht Karlsruhe), un Tribunale del lavoro (Arbeitsgericht Karlsruhe) ed un Sozialgericht, Tribunale sociale.
L'esercito tedesco, il Bundeswehr, ha in città un distaccamento del Tribunale militare per il Sud della Germania, la cui sede principale è a Monaco di Baviera.
Tale concentrazione di centri per l'amministrazione del diritto ha fatto sì che Karlsruhe guadagnasse la definizione di Residenz des Rechts (Città del Diritto) e, in occasione della nomina a Capitale europea della cultura, la stessa adottasse come motto Kulturhauptstadt 2010 – mit Recht (Capitale della cultura 2010 - con Diritto).

### Enti pubblici
Karlsruhe è sede del Versorgungsanstalt des Bundes und der Länder - l'ente pensionistico del governo federale - e di varie agenzie dello Stato, come la Direzione regionale delle Finanze (Oberfinanzdirektion) - a sua volta distinta in due uffici per Karlsruhe-Durlach e Karlsruhe città - e della Corte dei Conti del Baden-Württemberg (Rechnungshof Baden-Württemberg).
Si trovano inoltre in città la Compagnia assicurativa BGV - Badische Gemeinde Versicherungsverband, il Gemeindeprüfungsanstalt (Istituto cittadino per la ricerca), la Landeswohlfahrtsverband Baden (associazione caritatevole) e la Kommunale Versorgungsverband Baden-Württemberg ed alcuni dipartimenti del Ministero degli Interni del Baden-Württemberg. A ciò si aggiunge il Dipartimento per le Foreste (Forstdirektion).
Hanno sede in città il Deutsche Rentenversicherung, il fondo pensionistico tedesco (ex Landesversicherungsanstalt - Istituto Nazionale delle Assicurazioni) ed il distaccamento per il Baden-Württemberg del Ministero per l'Ambiente, la Natura e per i Trasporti.Vi sono infine un'agenzia per il lavoro ed un ufficio doganale.
Si trova inoltre a Karlsruhe una stazione della Polizia Federale (Bundespolizei), destinata a garantire la protezione della Corte Costituzionale Federale. In aggiunta, il Bundesamt für den Zivildienst (Ufficio Federale per i Servizi Civili) gestisce in città una delle sue scuole di formazione al servizio civile, detta Zivildienstschule.
In quanto sede dei distretti governativi (Regierungsbezirkes) del Medio Reno Superiore (Regionalverband Mittlerer Oberrhein), del Circondario rurale di Karlsruhe e, infine, di Karlsruhe stessa, la città ospita le sedi amministrative di ben tre entità.
Il Generallandesarchiv Karlsruhe, l'Archivio Generale di Stato di Karlsruhe, è responsabile per il territorio dei distretti amministrativi e della città stessa, oltre ad ospitare i documenti relativi all'antico Stato del Baden.
Dal punto di vista ecclesiastico, infine, Karlsruhe è la sede dell'Ufficio regionale per il Medio Reno Superiore-Pforzheim dell'Arcidiocesi di Friburgo in Brisgovia (cattolica), a sua volta comprendente i decanati di Baden-Baden, Bruchsal, Karlsruhe, Pforzheim e Rastatt. Per quanto riguarda invece l'ambito protestante, la città è sede della Evangelische Landeskirche in Baden, la Chiesa evangelica regionale del Baden, mentre in città opera anche il decanato della Kirchenbezirk di Karlsruhe und Durlach. Il decanato per la Kirchenbezirk Karlsruhe-Land, riguardante i dintorni della città, ha invece sede a Bruchsal.

### Dialetto
Il dialetto parlato a Karlsruhe, sviluppatosi solamente negli ultimi tre secoli, è il risultato della contaminazione dei linguaggi delle regioni circostanti. Da nordovest proviene l'influsso del tedesco palatino, da sudest quello del dialetto svevo e da sud dal tedesco alemanno, sebbene queste ultime parlate abbiano influenzato in maniera minore il Karlsruherisch.
Linguisticamente parlando, il dialetto cittadino è riconducibile al Francone meridionale, colloquialmente indicato come Brigantendeutsch.

### Archivi
- Generallandesarchiv Karlsruhe, archivio di stato della città.
- Stadtarchiv Karlsruhe, archivio cittadino.
- Kreisarchiv des Landkreises Karlsruhe, archivio ecclesiastico cattolico.
- Landeskirchliches Archiv der Ev. Landeskirche in Baden, archivio ecclesiastico evangelico.
- Südwestdeutsches Archiv für Architektur und Ingenieurbau (SAAI), archivio per la Germania sudoccidentale per le opere di architettura e ingegneria.

## Cultura

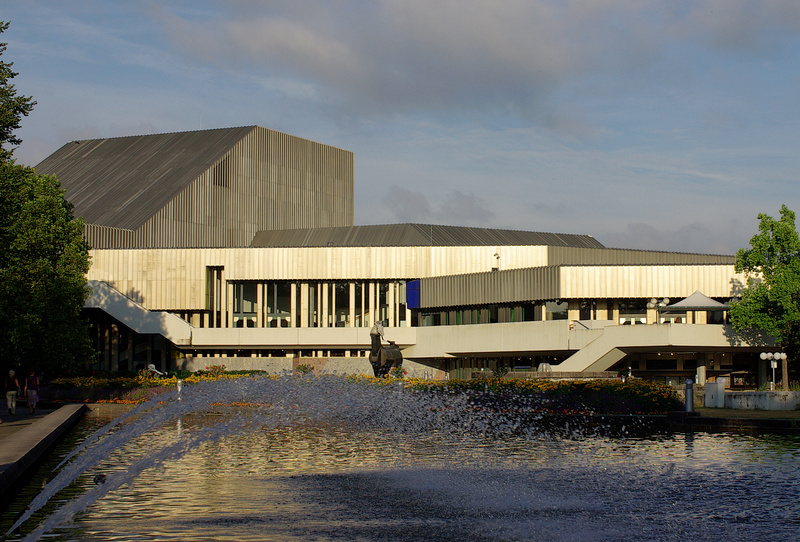
Teatro statale di Baden(Badisches Staatstheater), il teatro nazionale di Karlsruhe.

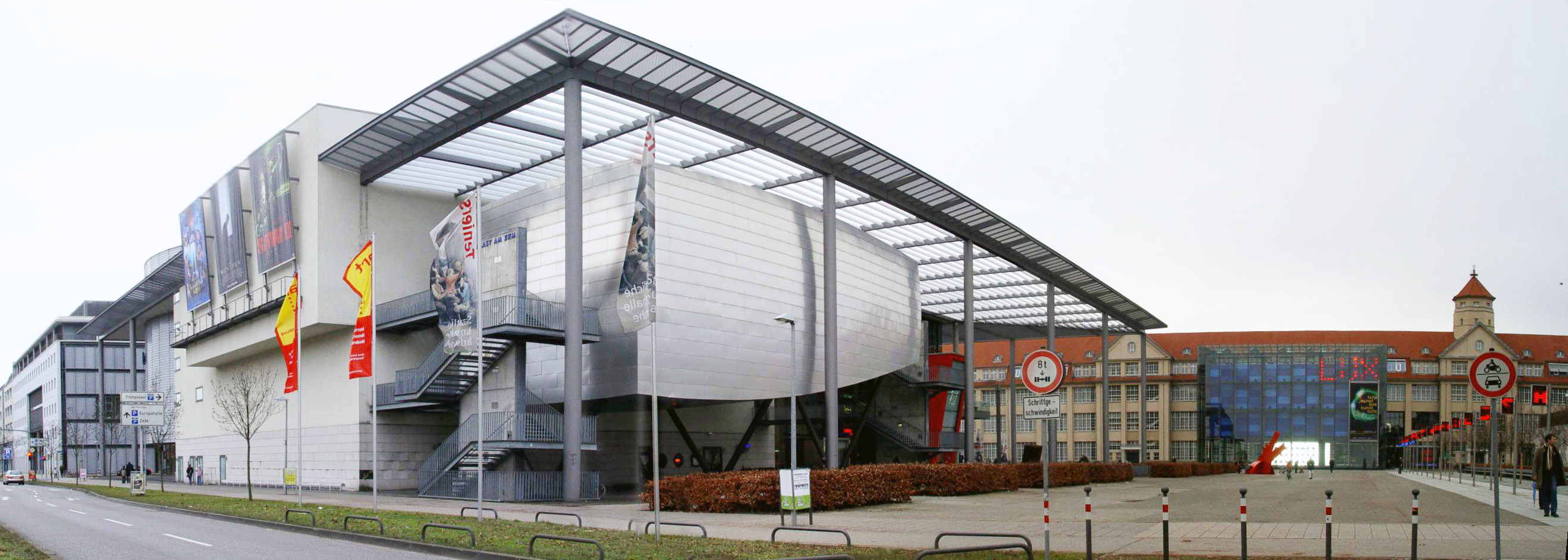
Filmpalast.

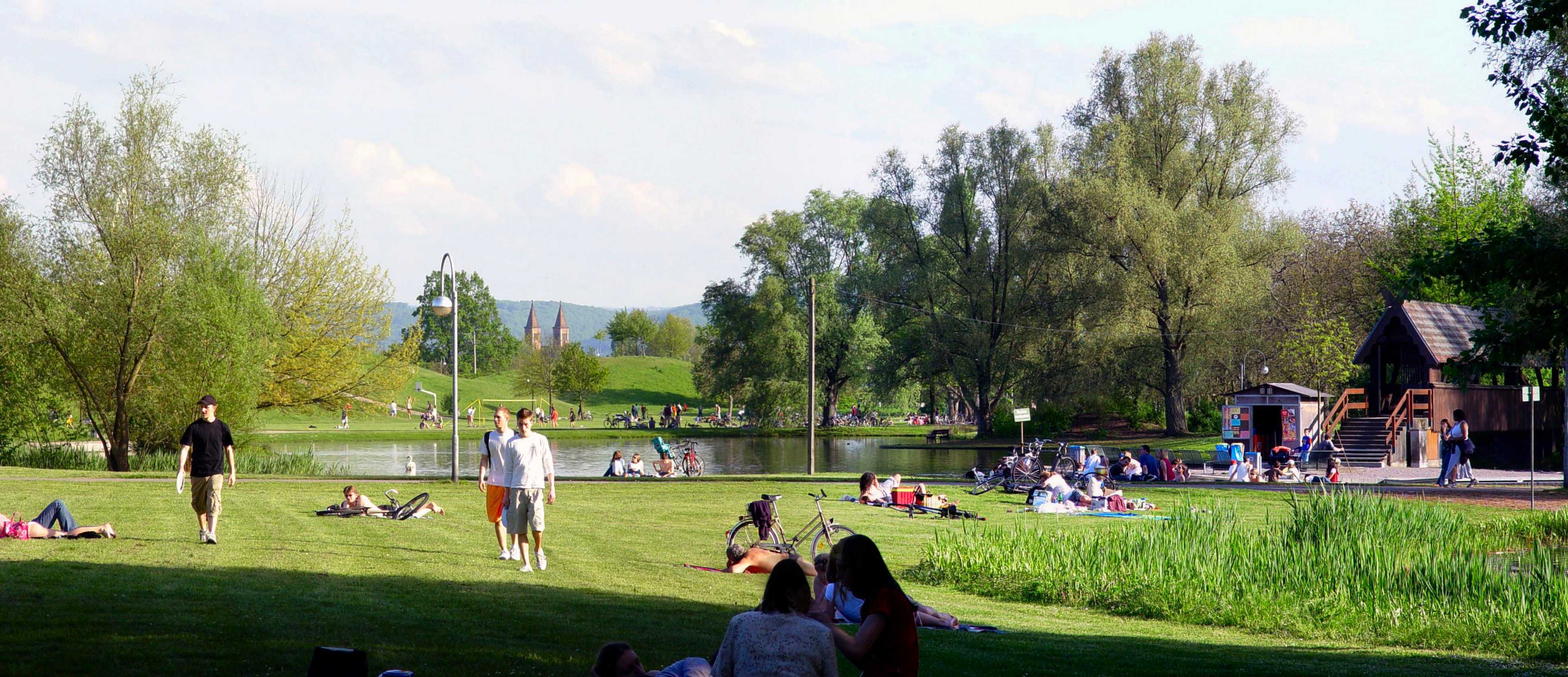
Günther-Klotz-Anlage, uno dei luoghi di riposo preferiti dagli abitanti della città.

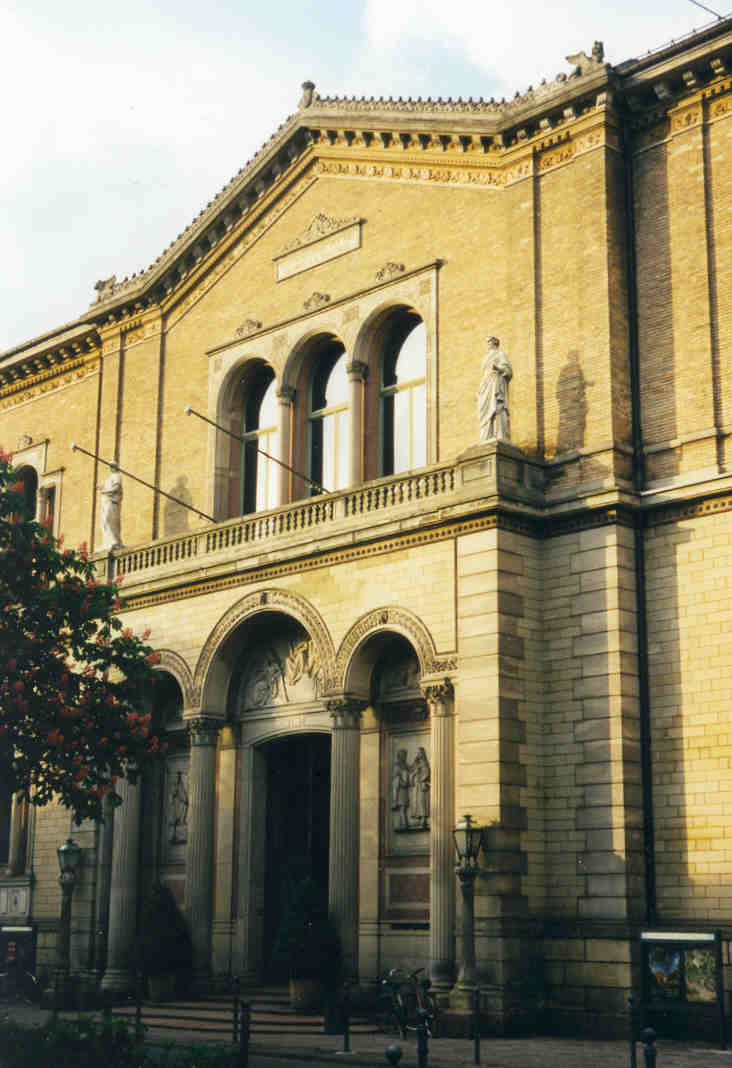
Staatliche Kunsthalle, la galleria d'arte nazionale.

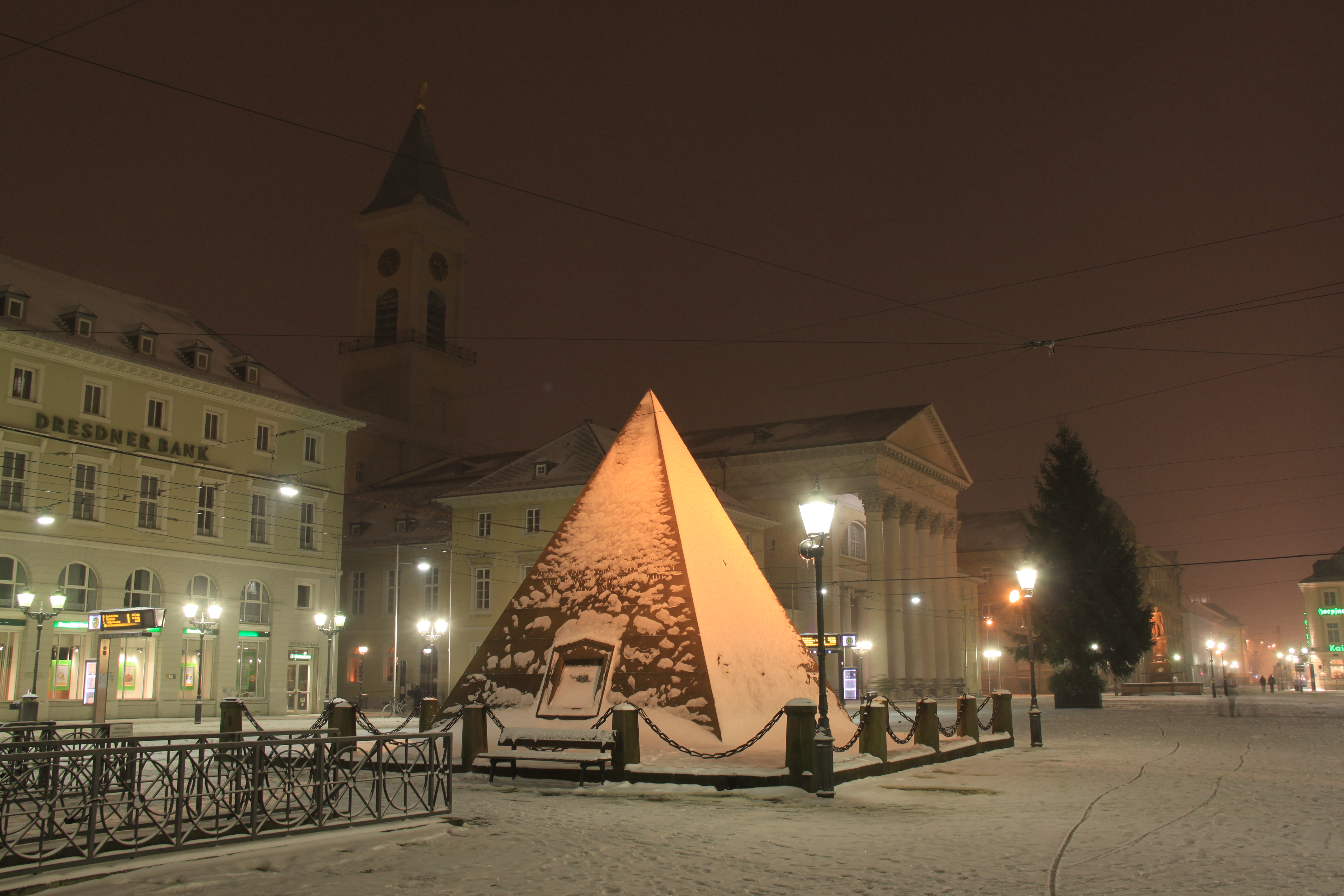
Piramide di Piazza del Mercato(Marktplatz) sotto la neve.

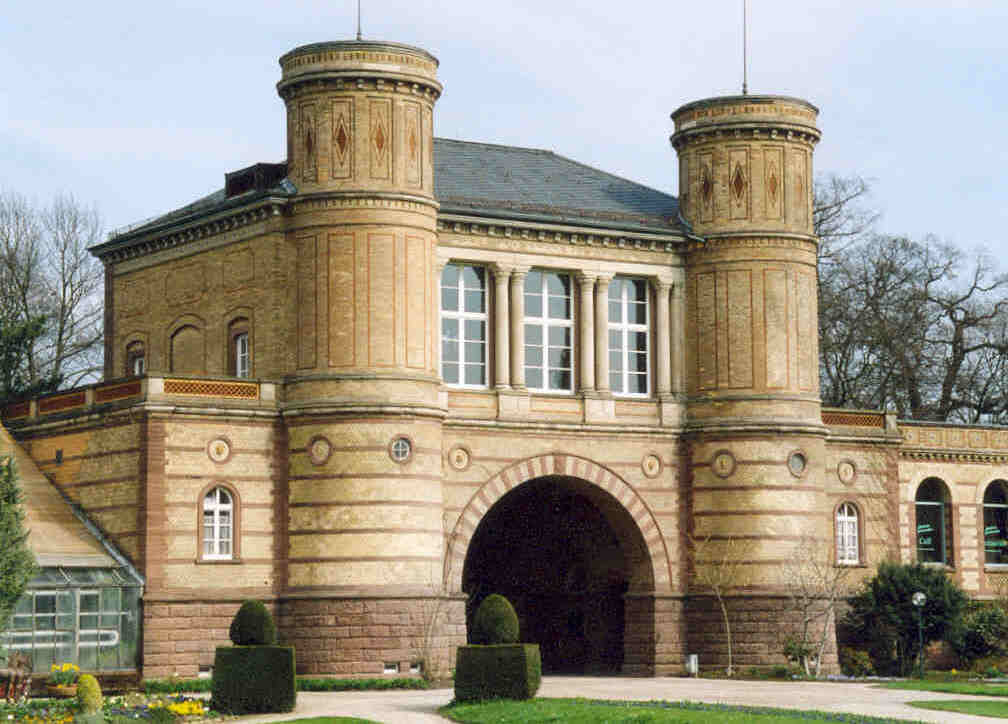
Botanischer Garten Karlsruhe, il giardino botanico della città.

### Istruzione

#### Biblioteche
- Badische Landesbibliothek, biblioteca nazionale del Baden
- Universitätsbibliothek Karlsruhe, biblioteca del Karlsruher Institut für Technologie
- Hochschulbibliothek Karlsruhe (HSB), biblioteca universitaria
- Fachbibliothek Karlsruhe (FHB) – Biblioteca della Hochschule Karlsruhe – Technik und Wirtschaft, in condivisione con la Universitätsbibliothek.
- Stadtbibliothek Karlsruhe, biblioteca civica principale.
- Amerikanische Bibliothek Karlsruhe, biblioteca americana della città.
- Bibliothek des Bundesgerichtshofs, biblioteca della Corte di Giustizia Federale.

#### Centri di ricerca e istituti
- ANKA, laboratorio di ricerca sulla Radiazione di sincrotrone.
- Fraunhofer-Institut für Informations- und Datenverarbeitung (IITB), istituto dedicato all'elaborazione di dati e informazioni.
- Fraunhofer-Institut für System- und Innovationsforschung (ISI)
- Max Rubner-Institut, istituto di ricerca statale su alimenti e bevande
- Forschungszentrum Informatik (FZI), centro di ricerca informatico, associato al Karlsruher Institut für Technologie.
- Staatliche Landwirtschaftliche Untersuchungs- und Forschungsanstalt Augustenberg, Istituto statale di ricerca agricola.
- Max-Reger-Institut/Elsa-Reger-Stiftung (MRI), presenti in città dal 1996.
- Chemisches und Veterinäruntersuchungsamt Karlsruhe (CVUA), Organo ufficiale di controllo dei prodotti alimentari e di diagnostica delle malattie degli animali per il Baden-Württemberg.

Con il motto Herausforderung Demokratie (La sfida della democrazia), Karlsruhe è stata una delle dieci città tedesche ospitanti il Treffpunkt der Wissenschaft, durante l'anno della scienza (Wissenschaftsjahr) 2009.

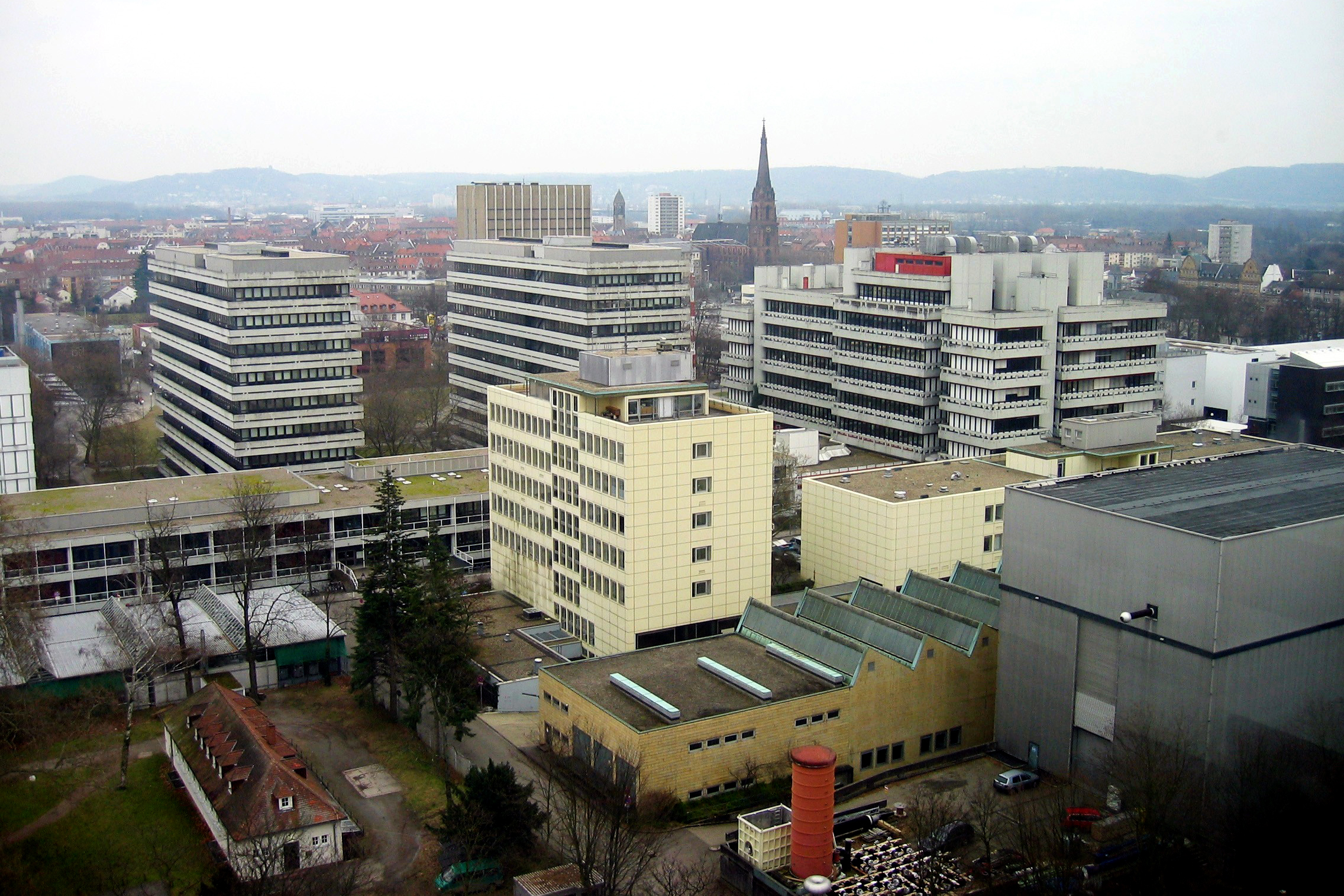
Campus Sud del Karlsruher Institut für Technologie(KIT), vista della Physikhochhaus.

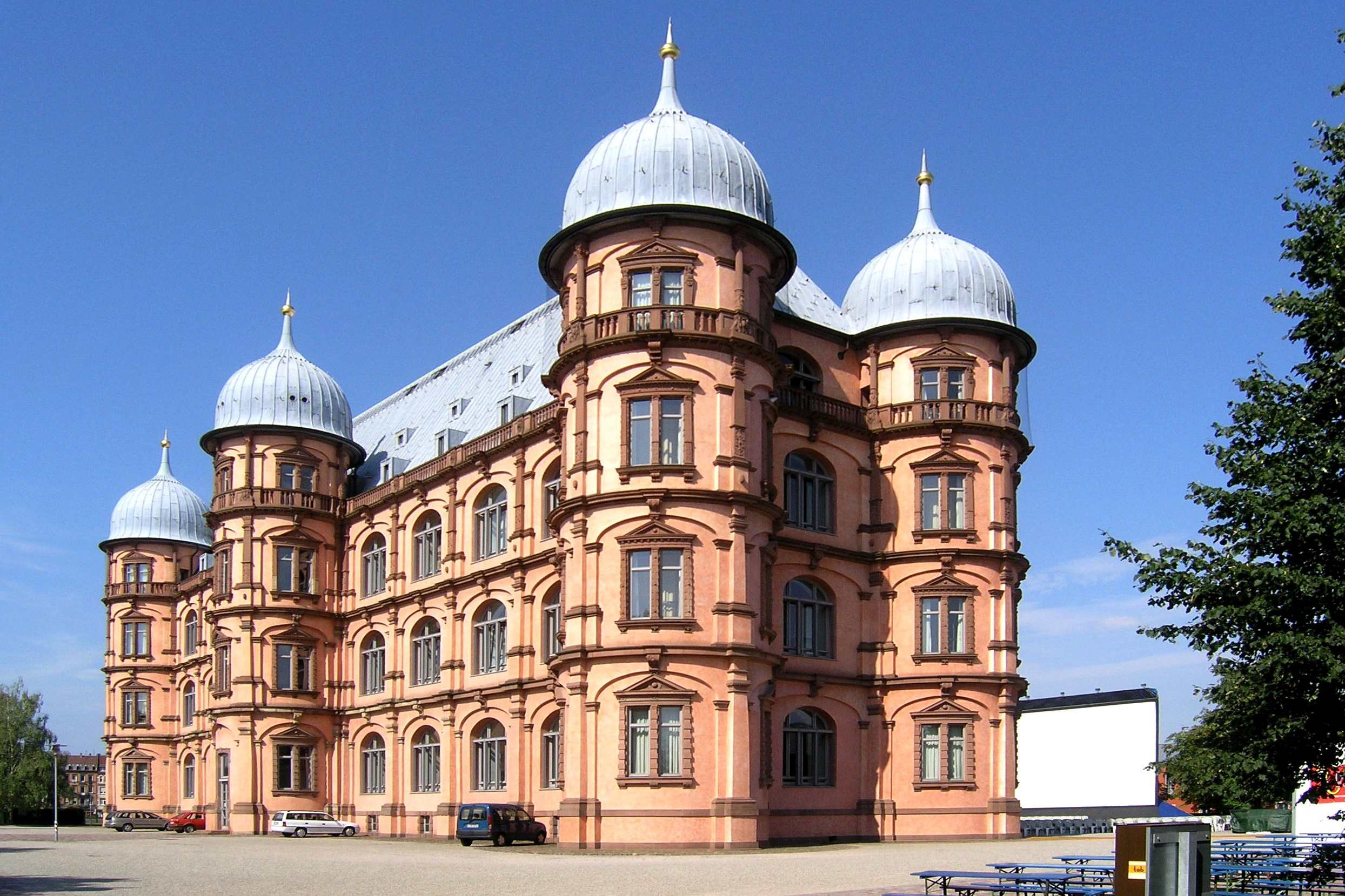
Schloss Gottesaue, sede della Hochschule für Musik, il conservatorio cittadino.

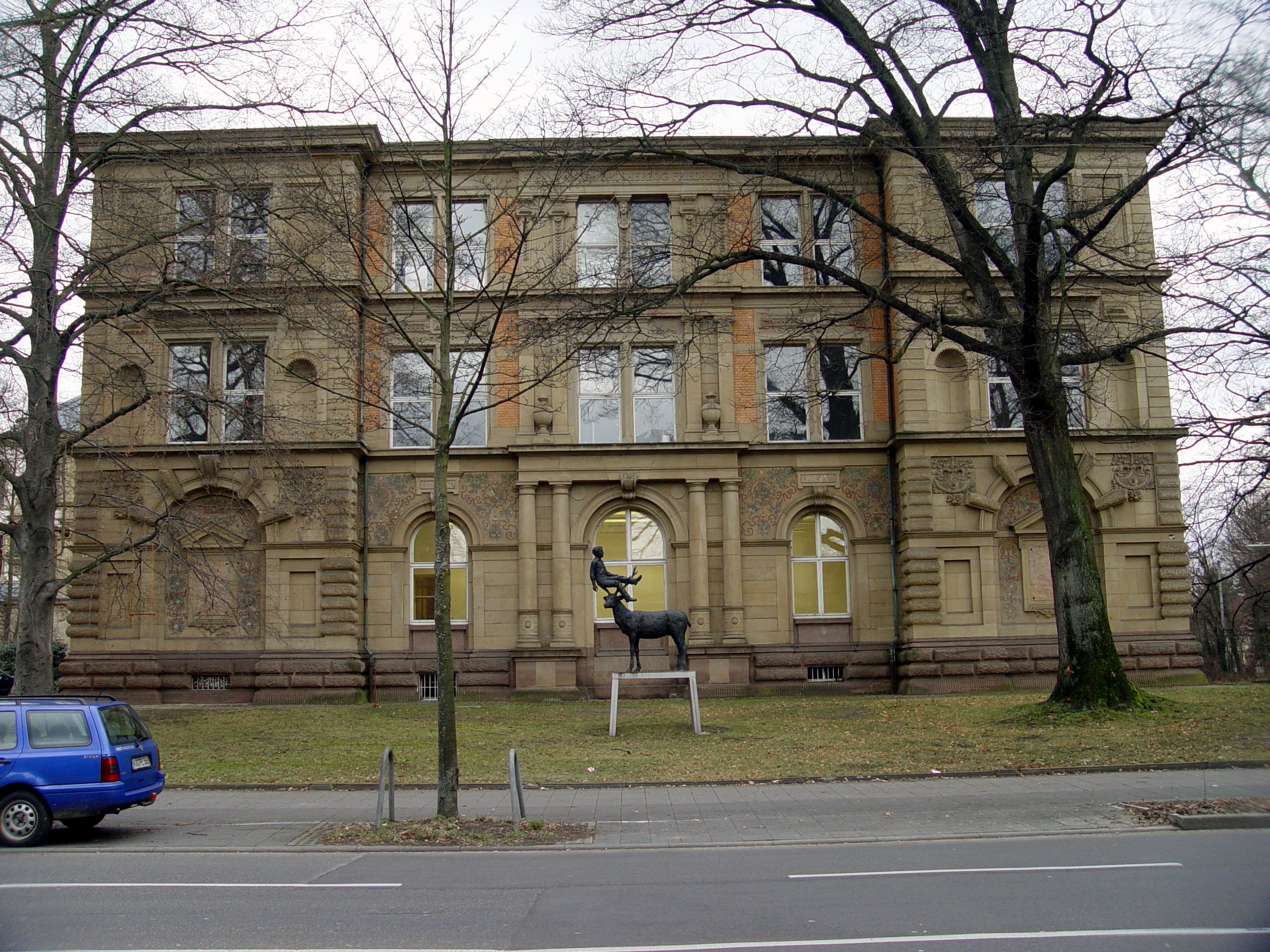
Staatliche Akademie der Bildenden Künste, l'Accademia nazionale di Belle Arti.

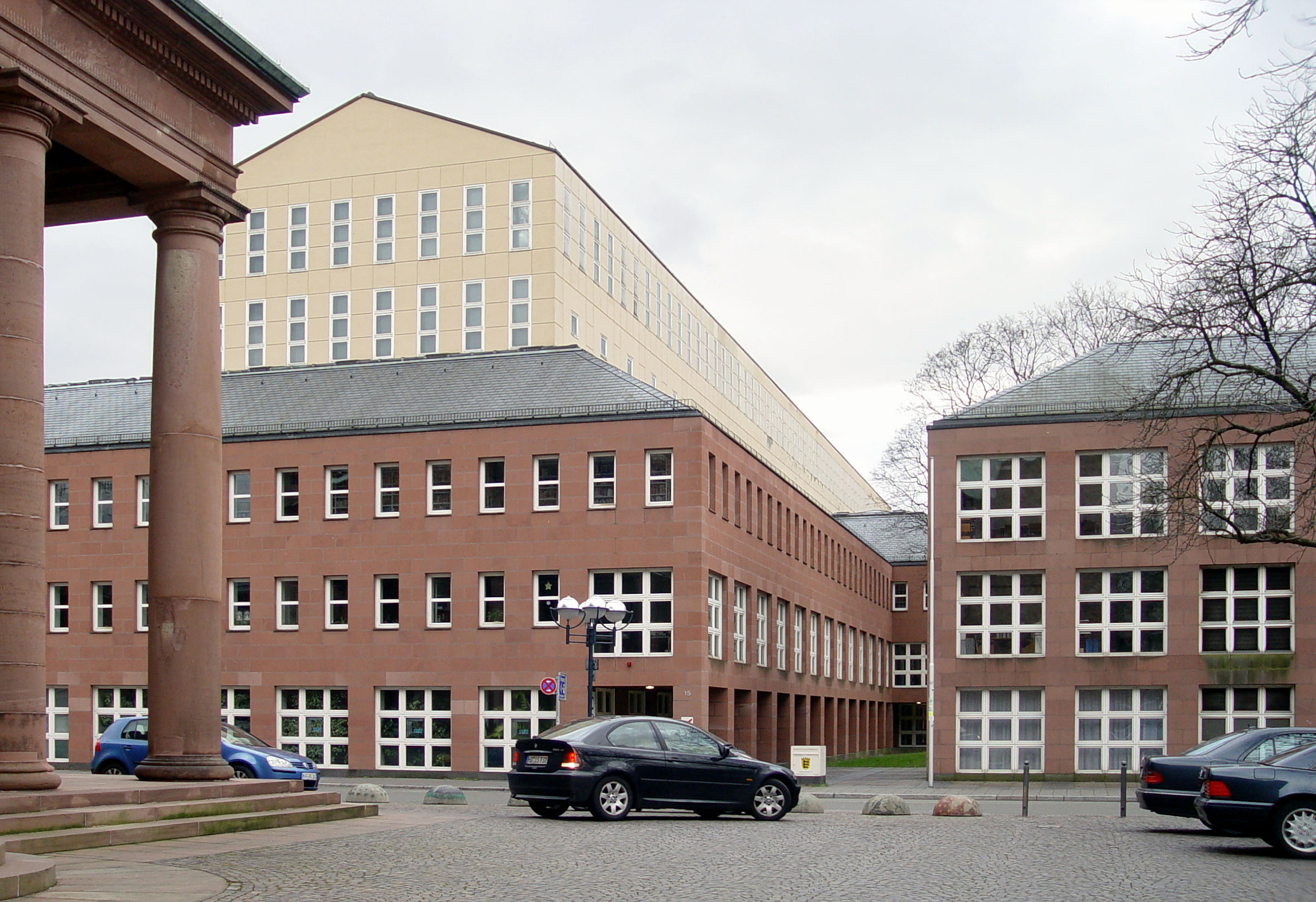
Badische Landesbibliothek, Biblioteca nazionale del Baden.

##### Karlsruher Institut für Technologie (KIT)
Il Karlsruher Institut für Technologie rappresenta il polo universitario cittadino ed un centro di ricerca nazionale; appartiene alla Helmholtz-Gemeinschaft Deutscher Forschungszentren (Associazione Helmholtz dei Centri di Ricerca tedeschi). È stato istituito il 1º ottobre del 2009 in seguito alla fusione dell'allora Universität Karlsruhe con il Forschungszentrum cittadino: dalla precedente collaborazione tra due istituzioni di prestigio, si è passati quindi alla costituzione di un'unica fondazione. Il KIT gode ottima reputazione a livello internazionale in settori come la fisica, l'ingegneria meccanica, l'ingegneria civile, l'informatica, la gestione dell'informazione, l'ingegneria industriale e l'ingegneria elettrica. L'Università di Karlsruhe è stata premiata come una delle prime tre università della nazione, nell'ambito dell'iniziativa Elite-Universität.

##### Altri istituti
- Hochschule Karlsruhe – Technik und Wirtschaft (Università di Karlsruhe di Scienze applicate), fondata 1878 come Großherzoglich Badische Baugewerkeschule ed in seguito nominata Staatstechnikum, si chiamò tra il 1971 ed il 2005 Fachhochschule, prima di assumere l'attuale denominazione.
- Pädagogische Hochschule Karlsruhe (Università pedagogica di Karlsruhe), istituita nella sua attuale forma nel 1958 in luogo della precedente Lehrerbildungsanstalt (1942–1952), a sua volta preceduta dalla Hochschule für Lehrerbildung (1936–1942), sorta sulle ceneri dell'antico Schulseminar cittadino risalente al 1768. Gli statuti del 1965 e del 1971 la definiscono come università scientifica.
- Staatliche Akademie der Bildenden Künste Karlsruhe (Accademia di Stato di Belle Arti), fondata nel 1854 come Maler-Akademie per volere dell'allora principe reggente - divenuto successivamente Granduca di Baden - Federico I, affiancata dal 1869 da una scuola di arti applicate. Sotto il nome di Badische Landeskunstschule nel 1926 venne suggellata la fusione dei due istituti. In seguito ai numerosi danni durante la seconda guerra mondiale, le lezioni sono potute riprendere solamente con il semestre invernale dell'anno accademico 1947/1948.
- Staatliche Hochschule für Gestaltung Karlsruhe - Hfg (Accademia di Stato di Design), fondata il 15 aprile 1992 ed unita con il Zentrum für Kunst und Medientechnologie - ZKM (Centro per l'Arte e i Media), esistente già dal 1989. Il rettore dell'istituto è il filosofo Peter Sloterdijk.
- Hochschule für Musik Karlsruhe (Conservatorio di Karlsruhe), la cui fondazione risale all'istituzione nel 1812 del Singanstalt. Nel 1837 aprì un istituto di istruzione musicale, che venne unito nel 1910 con il Städtischen Konservatorium, il Conservatorio cittadino. Ciò ha portato nel 1920 alla costituzione della Scuola di Musica del Baden, la Badische Hochschule für Musik, cui il Land del Baden-Württemberg, a partire dal 1971, ha dato l'attuale denominazione. Dal 1989 la sede principale è ospitata nel Castello di Gottesaue. Tra i vari musicisti, fa parte del corpo docente anche il compositore Wolfgang Rihm.
- Karlshochschule International University, business school privata riconosciuta.
- Duale Hochschule Baden-Württemberg Karlsruhe, fondata nel 1979 come Berufsakademie.

#### Altre scuole
- Volkshochschule Karlsruhe (VHS), l'Università popolare della città, fondata nel 1947, che con i suoi 3700 eventi organizzati all'anno (dati 2006) e le oltre 36.000 partecipazioni si classifica come una delle principali università popolari del Land. La VHS Karlsruhe gestisce le scuole serali della città e la Jugendkunstschule Karlsruhe, una scuola d'arte per ragazzi.
- Führungsakademie des Landes Baden-Württemberg, l'Accademia militare, ospitata all'interno dello Schwedenpalais
- Pädagogisches Fachseminar Karlsruhe.
- Staatliches Seminar für Didaktik und Lehrerbildung (Berufliche Schulen) Karlsruhe, Scuole professionali.
- Staatliches Seminar für Didaktik und Lehrerbildung (Gymnasien) Karlsruhe, Ginnasio.
- Staatliches Seminar für Didaktik und Lehrerbildung (Realschulen) Karlsruhe, Licei.
- L'attuale Lessing-Gymnasium, nato nel 1893 come il primo liceo femminile della Germania.

#### Musei
- Zentrum für Kunst und Medientechnologie (ZKM)
- Städtische Galerie Karlsruhe
- Staatliche Kunsthalle Karlsruhe
- Badisches Landesmuseum all'interno del Castello di Karlsruhe
- Museum beim Markt
- Badischer Kunstverein
- Museum für Literatur am Oberrhein
- Stadtmuseum
- Erinnerungsstätte Ständehaus
- Staatliches Museum für Naturkunde Karlsruhe
- Majolika-Manufaktur (originariamente Keramikmanufaktur Deutschlands)
- Rechtshistorisches Museum

### Media

#### Televisione
In Kriegsstraße hanno sede anche gli studi televisivi della SWR, la Südwestrundfunk, in funzione soprattutto dell'informazione inerente alle decisioni prese dalle Corti di Giustizia presenti in città. Hanno sede a Karlsruhe anche le stazioni televisive private BW Family.tv (dal febbraio 2006) ed R.TV – das Regionale, mentre ha chiuso già da alcuni anni l'emittente privata B.TV. La SWR gira regolarmente in città scene per la serie televisiva tedesca Tatort.

#### Stampa
Tra i diversi quotidiani pubblicati in città il principale è la Badische Neueste Nachrichten (BNN), quotidiano locale con interesse rivolto in particolare al Baden centrale. Inoltre, ci sono diversi quotidiani gratuiti settimanali: la BNN pubblica la propria versione domenicale Der Sonntag, venduta insieme all'edizione cittadina di Der Kurier, con la Stadtzeitung Karlsruhe, bollettino ufficiale della Città di Karlsruhe, la cui versione online è accessibile tramite l'home page della città. Al mercoledì viene distribuito il settimanale Wochenblatt in città e in regione in quattro diverse edizioni, mentre alla domenica viene distribuito il Boulevard Baden.

##### Riviste cittadine
Oltre ai giornali, sono distribuite in città diverse riviste gratuite, tra cui Klappe auf, INKA Stadtmagazin e FRIZZ Das Magazin. Questi possono essere trovati in numerosi punti della città e trattano principalmente dei divertimenti e dei locali di Karlsruhe.

##### Varie
La comunità giovanile no profit Stadtjugendausschuss e. V. gestisce le riviste Internet Café per i bambini e Info-Line per i giovani, con l'obiettivo di fornire un aiuto di tipo pedagogico all'ingresso die più giovani nel campo della ricerca e della comunicazione. Ulteriori strutture di supporto nell'educazione alla comunicazione curata dallo Stadtjugendausschuss e. V. sono presenti nella Jubez-Medienwerkstatt e in molte altre associazioni per bambini e club giovanili. Karlsruhe ospita una delle due sedi del Landesmedienzentrums, Centro Mediatico Statale del Baden-Württemberg, posto sotto il patrocinio del Ministero per la Cultura, la Gioventù e lo Sport del Baden-Württemberg Ministerium für Kultus, Jugend und Sport Baden-Württemberg; l'altra sede è ospitata a Stoccarda.

#### Radio
In Kriegsstraße si trovano gli studi cittadini della Südwestrundfunk (SWR), radio diffusa nei Länder di Baden-Württemberg e Renania-Palatinato. In particolare, vengono diffuse da Karlsruhe le trasmissioni della radio regionale SWR4 Baden-Württemberg. Inoltre, in Kriegsstraße 130, sono ubicati gli studi cittadini della stazione radio RPR1 (Rheinland-Pfälzische Rundfunk) responsabile editoriale per il Nord Baden Nord de il Sud Palatinato.
Trasmette inoltre come emittente privata anche Die neue Welle. Oltre alle emittenti commerciali e pubbliche, vi è una radio libera, radio Querfunk, che trasmette al pomeriggio, alla sera e nei fine settimana. Al mattino e nelle prime ore serali, si possono ascoltare sulla frequenza 104,8 MHz FM le lezioni della LernRadio della Hochschule für Musik Karlsruhe (il conservatorio cittadino), la Campusradio del Karlsruher Institut für Technologie, Radio Fri (al lunedì) e, nel tempo rimanente, la già citata Querfunk. Possiede uno studio in città anche l'emittente radio privata Radio Regenbogen.

#### Internet
Karlsruhe ha ricoperto in Germania un ruolo particolarmente importante nello sviluppo della tecnologia di Internet. Infatti, proprio dai computer dell'università di Karlsruhe è avvenuto nel 1984 il primo scambio epistolare elettronico della nazione e tra il 1994 ed il 1998 in città è stata gestita la totalità dei domini internet tedeschi. Ugualmente nel 1987, con Karlsruhe è avvenuta la prima comunicazione internet anche verso la Cina, sempre dai locali dell'Università ed in interazione con l'ICA Beijing, di Pechino.
Poiché la BNN (Badische Neueste Nachrichten) non possiede più da tempo alcun servizio online, può essere considerato pubblicazione autonoma la sua originaria versione web, il quotidiano online ka-news.de. Pubblicato sin dall'anno 2000, è stato uno dei primi quotidiani regionali on-line ad essere stato istituito in Germania. Oltre alle notizie locali ci sono anche le programmazioni cinematografiche, il calendario degli eventi ed alcune webcam. La Stadtwiki Karlsruhe costituisce la più grande City wiki del mondo.
Una società di Karlsruhe gestisce il più grande centro di raccolta dati europeo, circa il 40% di tutti i siti web tedeschi è ospitato in città. Presso l'Università si sono sviluppate circa 2.500 aziende collegate al mondo di internet e delle telecomunicazioni, tanto da aver fatto guadagnare a Karlsruhe, nel 2003 il titolo di Internethauptstadt Deutschlands, "Capitale tedesca di internet".
È sede della società tedesca ABAS.

### Teatri
- Badisches Staatstheater Karlsruhe, principale istituzione teatrale della città per spettacoli d'opera, balletto ed arte drammatica.
- Insel-Theater, sede dal 1997 dello Staatstheater, in precedenza teatro privato.
- Sandkorn-Theater, il secondo teatro cittadino per importanza, inaugurato nel 1956.
- Jakobus-Theater, aperto nel 1972.
- Kammertheater, aperto nel 1956.
- Teatro Die Käuze, teatro sotterraneo aperto nel 1967.
- Theater in der Orgelfabrik e. V., aperto nel 1987.
- Teatro Die Spur, aperto nel 1961.
- Teatro per burattino marotte, aperto nel 1987.
- Bluemix Kinder- und Jugendtheater e. V., aperto nel 1994, chiuso nel 2004 dopo riassegnazione della concessione comunale.
- d'Badisch Bühn, teatro dialettale, aperto nel 1982.
- UniTheater Karlsruhe e. V., aperto nel 1990.
- Teatro sociale WERKRAUM: Karlsruhe e.V., aperto nel 2006.

### Cinema
Il maggiore cinema di Karlsruhe è attualmente il Filmpalast am ZKM, in grado di ospitare all'interno delle sue dieci sale circa tremila spettatori. Il più antico cinema della città, invece, è il Filmtheater Schauburg, che proietta sia blockbuster contemporanei che produzioni alternative e film in lingua originale. In entrambi i cinema è ospitata una Sneak Preview settimanale in offerta. Da segnalare anche l'Universum-City ed il Kinematek, il cinema ospitato nel Prinz-Max-Palais. Vengono inoltre organizzate proiezioni con cadenza regolare da parte del gruppo culturale studentesco AFK presso i locali dell'Università. Ha chiuso nel luglio 2010, dopo oltre cinquant'anni di attività l'oramai divenuto storico cinema Die Kurbel.

### Cabaret
Le numerose manifestazioni di cabaret organizzate nei locali del Kulturzentrum Tollhaus e del Sandkorn-Theatersono espressione della presenza in città di una scena cabarettistica particolarmente attiva. Famosi artisti formatisi nei locali cittadini sono, ad esempio, la cantante Annette Postel, il comico di fama nazionale comico Boris Meinzer, il cantante e comico Gunzi Heil, il KomedyKabarett rastetter & wacker (duo composto da Erik Rastetter e Martin Wacker), il Clown Schorsch (Georg Schweitzer), il gruppo di cabaret Die Spiegelfechter, il mago e mimo Peter Herrmann, il poeta dialettale Harald Hurst, e molti altri, compresi diversi nomi di spicco nel panorama tedesco. I membri del club Pyramidalen KleinKunst-Vereins PKV organizzano annualmente - già ormai del 1990 - una rassegna annuale di acrobazie e giocoleria, oltre ad aver organizzato in città le edizioni 2000 e 2008 dell'European Juggling Convention, il più importante evento mondiale di giocoleria.

### Orchestre e cori
- Akademisches Kammerorchester Karlsruhe
- Badische Staatskapelle Karlsruhe, l'orchestra del Badischen Staatstheater
- BA-Orchester, Orchestra della Berufsakademie Karlsruhe.
- Bartholdy-Orchester
- Bachchor e CoroPiccolo della Chiesa Evangelica cittadina
- Cantus Solis
- Chor der Evangelischen Studierendengemeinde
- Chor der katholischen Hochschulgemeinde
- Chor St. Stephan
- Collegium Bismarckianum, orchestra composta da ex-membri del Kammerorchesters des Bismarckgymnasiums
- Collegium Musicum, orchestra universitaria
- Die Schrillmänner – schwuler Chor Karlsruhe, fondata nel 1988 contro la discriminazione degli omosessuali
- Durlacher Kantorei

### Premi culturali
- Premio Bambi. Il premio mediatico, istituito dall'editore cittadino Karl Fritz, è stato consegnato annualmente in Karlsruhe tra il 1948 ed il 1964, per tornare ad essere nuovamente consegnato in città per l'edizione 1998.
- Hermann-Hesse-Preis, istituito nel 1956.
- Scheffelpreis, dedicato alla memoria dello scrittore Joseph Viktor von Scheffel e gestito dalla Literarische Gesellschaft/Scheffelbund Karlsruhe, circolo letterario cittadino.
- Giga-Hertz-Preis, organizzato dallo Zentrum für Kunst und Medientechnologie.

## Economia e infrastrutture

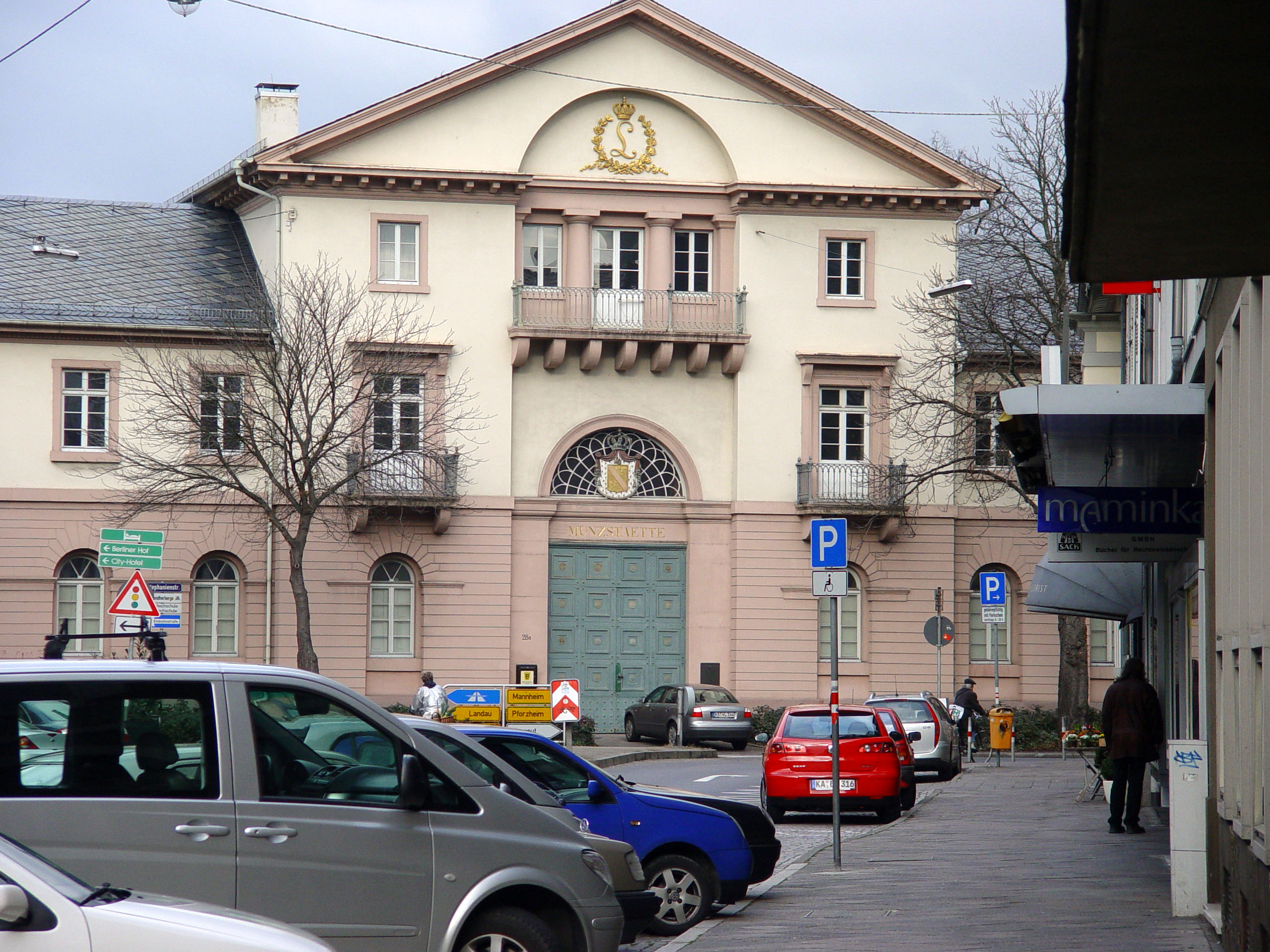
Zecca di Stato di Karlsruhe, progettata da Friedrich Weinbrenner.

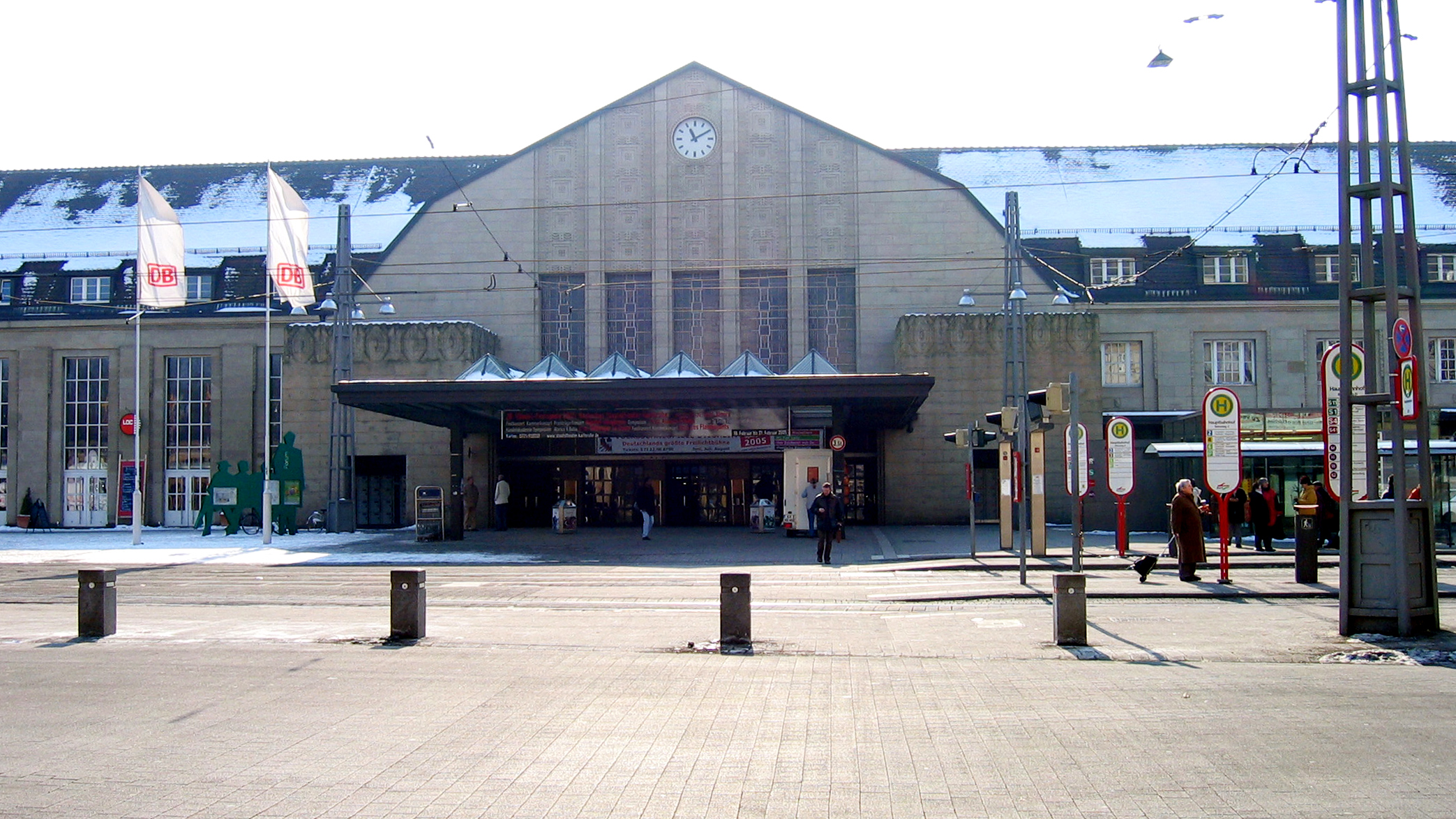
Stazione Centrale di Karlsruhe.

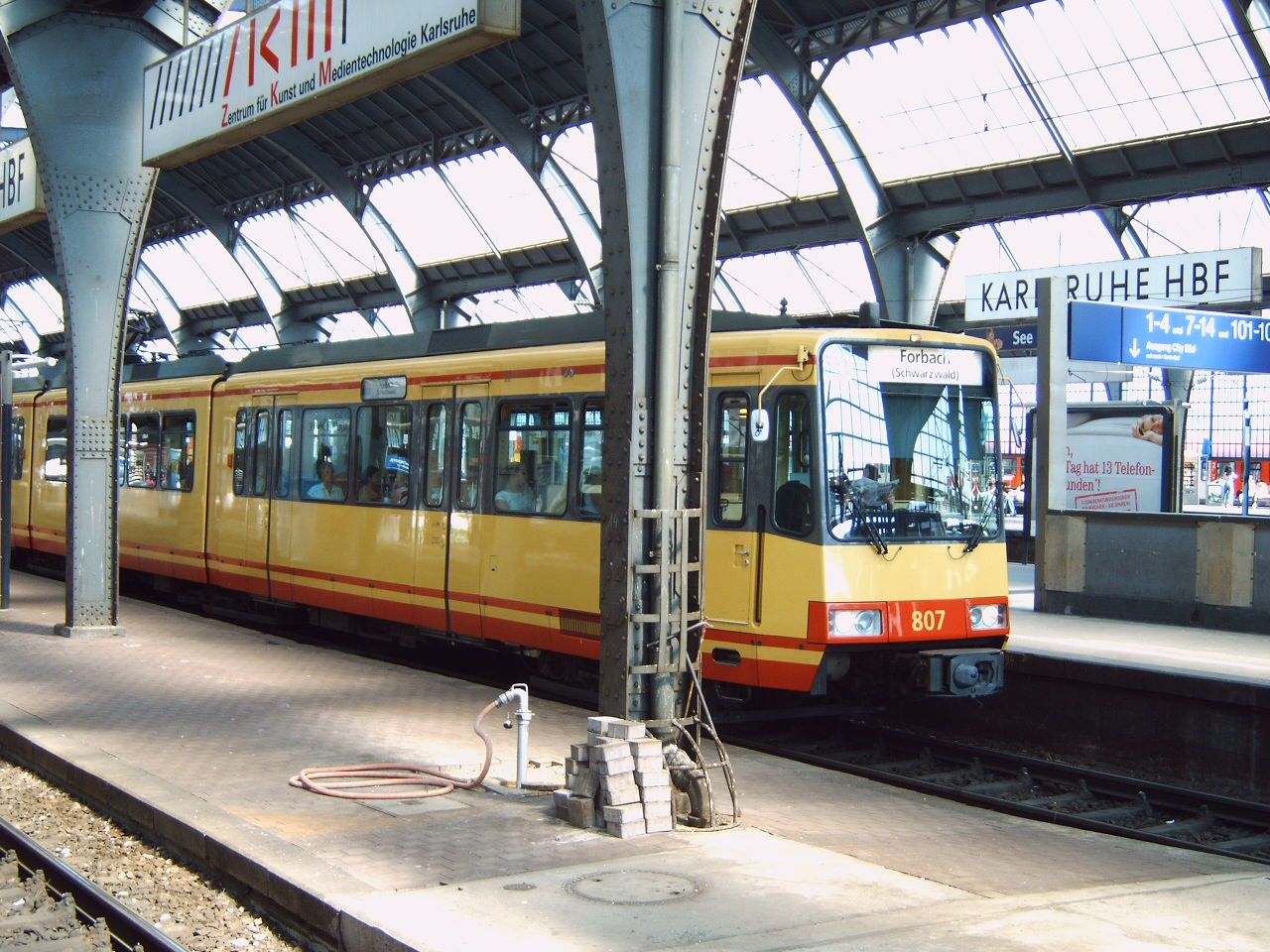
La Zweisystem-Stadtbahn in Stazione Centrale.

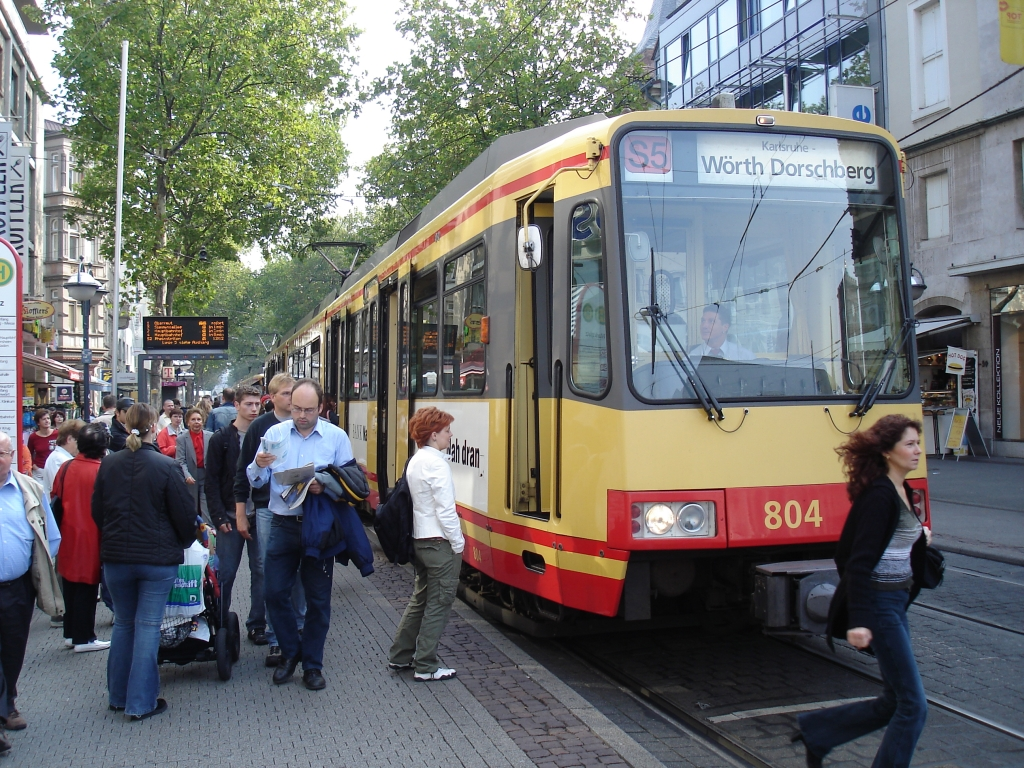
Zweisystem-Stadtbahn urbana nella zona pedonale di Kaiserstraße, principale via dello shopping della città.

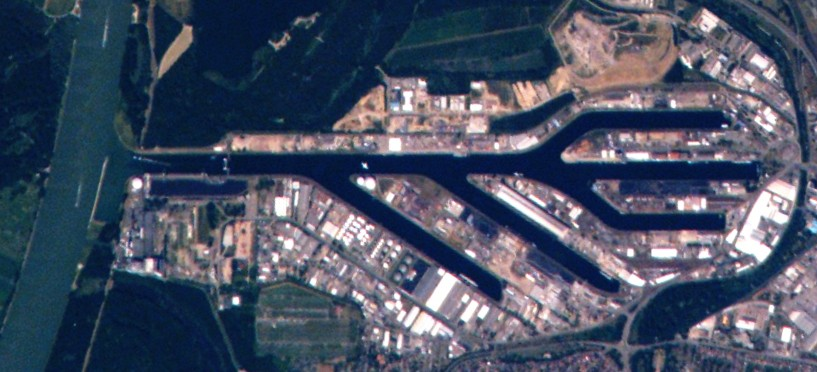
Il Rheinhafen (Porto sul Reno) in una vista satellitare.

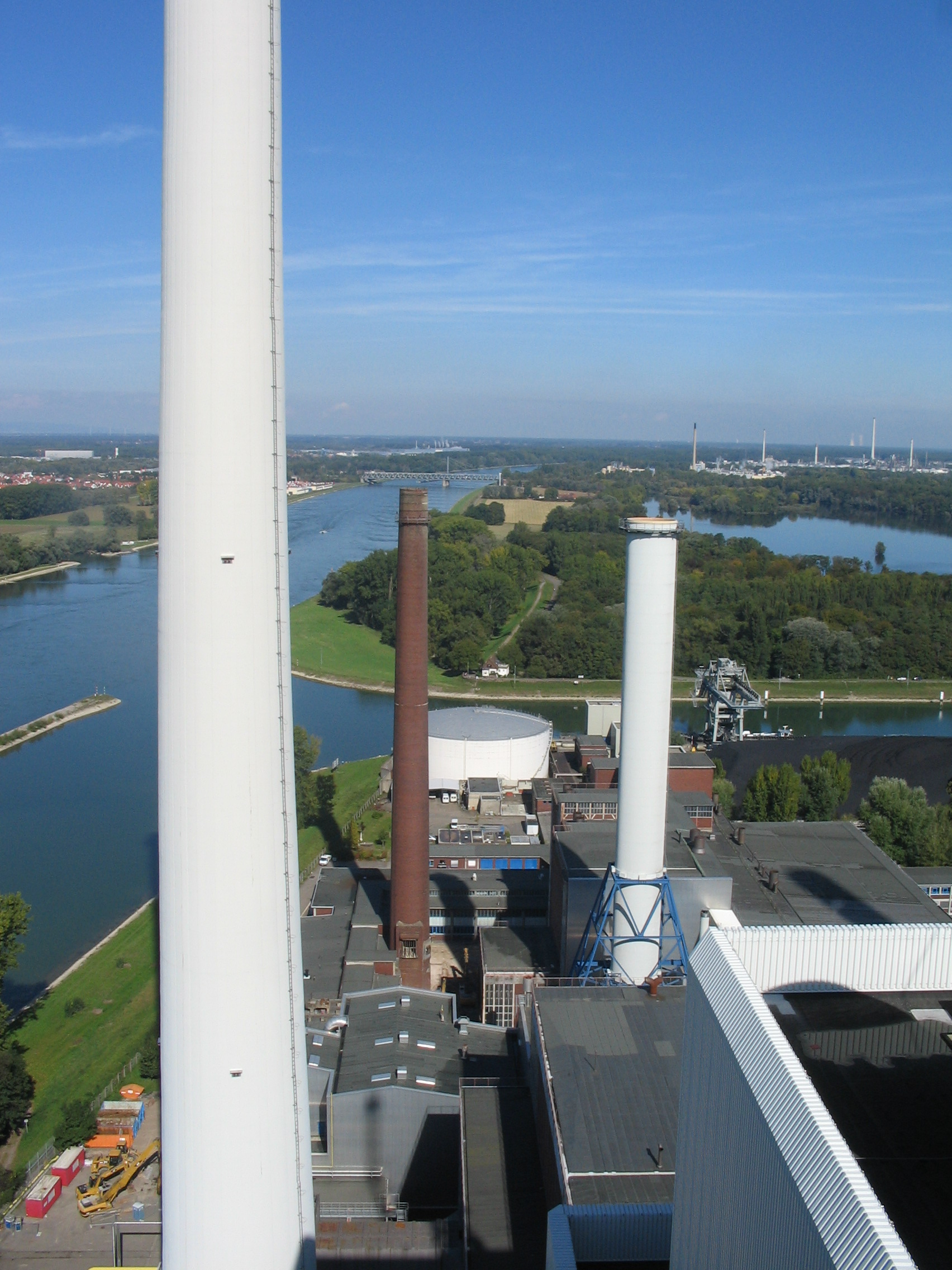
Centrale termica del Rheinhafen.

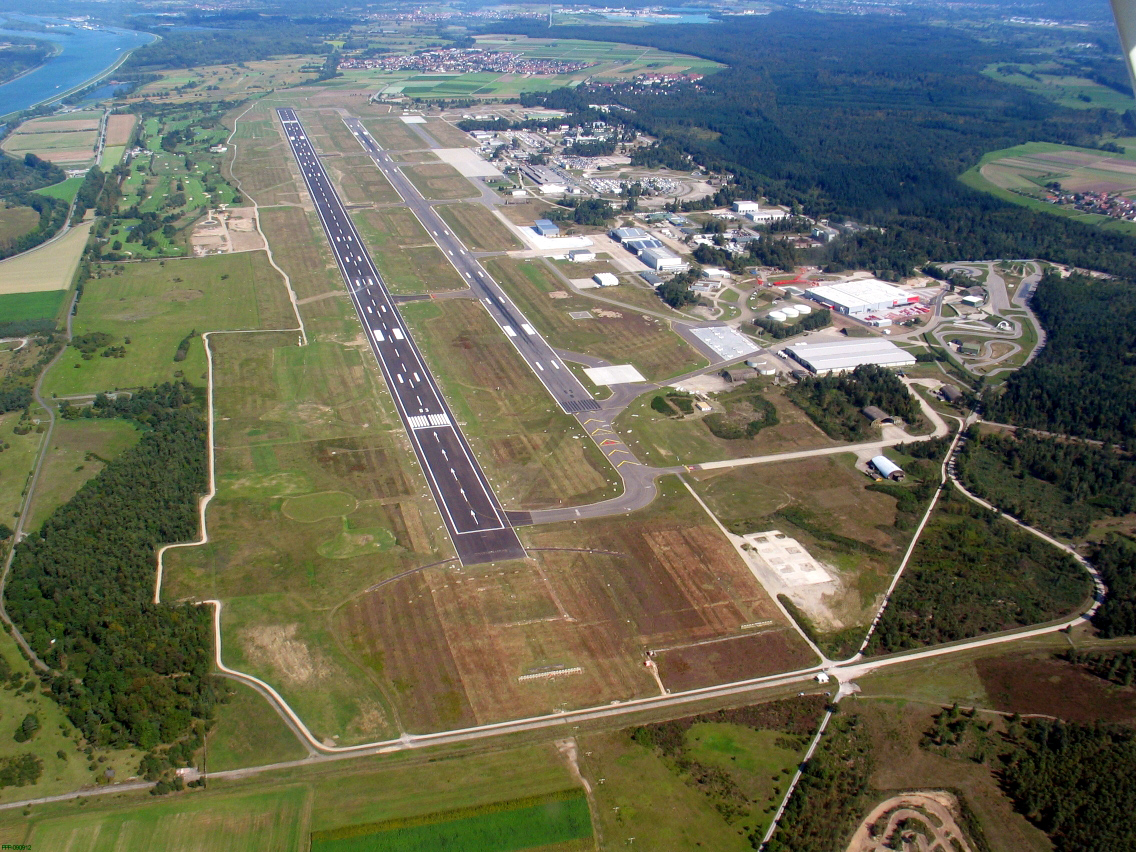
Vista dall'alto del Flughafen Karlsruhe/Baden-Baden, l'aeroporto di Karlsruhe.

Durante il 2009 Karlsruhe ha raggiunto il sesto posto nella classifica stilata dall'INSM (Initiative Neue Soziale Marktwirtschaft) tra le città con maggiore successo in Germania.
In città si trova la Staatliche Münze Karlsruhe, una delle cinque Zecche di Stato in cui vengono coniate le Monete euro tedesche. Per la precisione, le monete coniate a Karlsruhe riportano la lettera "G". La zecca è stata istituita in città nel 1827.
Secondo uno studio della rete di cooperazione inter-regionale del Quinto programma quadro di ricerca dell'Unione europea, la regione di Karlsruhe era rappresentata come l'unica senza alcuna presenza significativa di grandi imprese tra i primi posti della classifica riguardante globalmente le imprese attive nel campo della ricerca.

### Trasporti

#### Strade
Passando per l'area urbana orientale, come un asse lungo la direttrice nord-sud, la città è attraversata dalla A 5 (Francoforte sul Meno-Basilea). Karlsruhe è collegata ad est anche alla A 8, l'autostrada per Stoccarda, che si dirama proprio dallo svincolo autostradale di Karlsruhe dalla A 5. Dall'altra parte del Reno corre la A 65, che conduce, in direzione nord, verso Ludwigshafen ed al confine francese, collegandosi all'Autoroute 35.
Diverse sono inoltre le strade federali (Bundesstraßen) che attraversano la città, tra cui la B 3, che collega Heidelberg a Friburgo in Brisgovia, la B 10 Landau in der Pfalz-Stoccarda e la B 36, che unisce Mannheim a Lahr/Schwarzwald. Importante arteria di comunicazione è anche la Südtangente (Tangenziale Sud), che inizia nei pressi della A 5 come Kreisstraße (Strada Circondariale), per poi divenire B 10 sul Reno e confluire nella A 65.
Attualmente, è in fase di studio la realizzazione di una tangenziale nord, da completare con un ulteriore ponte sul fiume Reno, per ridistribuire il traffico stradale.

#### Ferrovie
Karlsruhe rappresenta un importante nodo ferroviario: ciò è dovuto in parte al passaggio della linea Rheintalbahn, il treno della Valle del Reno da Mannheim-Basilea, una delle tratte ferroviarie più trafficate di tutta la Germania. Altre tratte collegano la città a Stoccarda e Neustadt an der Weinstraße. I treni fermano alla stazione Karlsruhe Hauptbahnhof, premiata nel 2008 come Bahnhof des Jahres, Stazione dell'anno.
Dall'estate del 2007, la città è stazione intermedia della tratta TGV che unisce Stoccarda e Parigi, via Strasburgo, la cosiddetta LGV Est européenne. Dal 9 dicembre dello stesso anno, Karlsruhe è divenuta la seconda città, subito dopo Stoccarda, ad essere servita da una stazione per TGV. Attualmente (2010), giunge un TGV al giorno anche da Monaco di Baviera.
Le ferrovie regionali sono costituite principalmente dalla metropolitana leggera, la Stadtbahn (vedi la sezione Trasporti pubblici).
Cruciale per il futuro di Karlsruhe come nodo ferroviario è lo sviluppo di vari progetti ferroviari internazionali: il percorso merci verso Basilea, sarà ampliato, portando a nord della futura Galleria di base del San Gottardo ben quattro binari. Inoltre, Karlsruhe si trova lungo il tracciato della rete trans-europea Magistrale per l'Europa, Parigi-Bratislava, che sarà ampliato entro il 2015, completando il già citato percorso ferroviario ad alta velocità.
Karlsruhe è sede di uno dei sette centri operativi della Deutsche Bahn (Ferrovie Tedesche) e di una sottostazione di trazione e conversione corrente.

#### Trasporti pubblici
Karlsruhe è servita molto bene dal trasporto pubblico. Il centro storico può essere raggiunto da più parti della città con una delle sette linee tranviarie o con le linee di metropolitana leggera (Stadtbahn) dalla periferia, oltre che per mezzo delle più comuni linee di autobus. Più lontano, nella campagna circostante, giungono ancora dalla città tre linee di metropolitana leggere a sistema classico più altre otto linee a sistema combinato (Zweisystem-Stadtbahn). Un sistema di punti di cambio permette il passaggio dai 750 V della rete tranviaria ai 15 kV in corrente alternata della rete ferroviaria della Deutsche Bahn in corrispondenza della stazione ferroviaria principale (Stadtbahn Karlsruhe).
Attraverso l'invenzione di questo "Tram-treno", negli ultimi anni il numero di passeggeri nel trasporto ferroviario è aumentato in modo significativo all'interno della regione di Karlsruhe, mentre numerose altre realtà guardano alla riproduzione di questo modello di trasporto combinato divenuto noto proprio come Modello Karlsruhe (seguono questa categoria, la RijnGouweLijn olandese o la Metropolitana del Tyne and Wear in Inghilterra). Per fare solo un esempio, il numero di passeggeri sulla tratta Karlsruhe-Bretten è aumentato del 560% dall'entrata in funzione della Stadtbahn.
Sei linee tranviario-ferroviarie attraversano l'area pedonale di Kaiserstraße. Attraverso un ampio progetto di sviluppo urbano, l'attuale configurazione verrà proposta nell'arco di un decennio anche in ulteriori aree del centro della città. La proposta prevede lo spostamento delle rotaie di Kaiserstraße da Gottesauer Platz verso est fino alla Mühlburger Tor ad ovest, e di conseguenza lo spostamento dell'innesto meridionale da Marktplatz ad Augartenstraße, all'interno del costruendo tunnel ferroviario sotterraneo.
Inoltre, l'arteria stradale principale, la Kriegsstraße, che è già al giorno d'oggi infossata rispetto al terreno, verrà convertita in un tunnel stradale. Nella fase finale di costruzione, verrà stesa, al di sopra del nuovo tunnel di Kriegstraße, una nuova linea ferroviaria.
Questa scelta di riorganizzazione della mobilità urbana non è stata comunque presa a cuor leggero. La città ha avallato tale decisione nel 2002, al secondo referendum, con una maggioranza del 56%. Il progetto è in atto, ma ancora oggetto di dibattito, sebbene una nuova iniziativa (Bürgerbegehren) contraria di alcuni cittadini non abbia avuto successo: di conseguenza, la costruzione del tunnel ferroviario ha avuto inizio nella primavera del 2010.
Le linee tranviarie e di autobus urbane e la linea S2 della Stadtbahn sono gestite dalla Verkehrsbetriebe Karlsruhe (VBK), l'azienda dei trasporti cittadina.
La maggior parte delle linee di metropolitana leggera che collegano la città con il circondario è gestita dalla Albtal-Verkehrs-Gesellschaft (AVG). La S3 che porta a Germersheim - attraversando Heidelberg e Mannheim - è invece gestita dalla DB Regio, controllata della Deutsche Bahn. Tutti i trasporti pubblici possono essere utilizzati secondo le tariffe del sistema tariffario integrato cittadino, stabilite dalla Karlsruher Verkehrsverbund (KVV).
Sono infine degne di nota, da un punto di vista turistico, la Schlossgartenbahn Karlsruhe, il trenino del giardino del Castello di Karlsruhe, che viaggia - durante l'estate - la domenica e i giorni festivi attraverso il parco, e la Turmbergbahn, la funivia panoramica che collega il quartiere di Durlach alla collina di Turmberg.

#### Mobilità in bicicletta
Le condizioni per il ciclismo sono ottimali, sia per la pianura in cui si trovano Karlsruhe ed il suo circondario, sia per le strade di fondazione relativamente recente, ampie e prive di particolari tortuosità. Non sorprende, dunque, che sia stato un abitante di Karlsruhe, Karl Drais ad inventare una delle macchine precorritrici della bicicletta, la draisina.
Nella zona pedonale di Kaiserstraße è però vietato, durante l'orario di apertura dei negozi, far transitare le biciclette.
Nell'ottobre 2005 il Consiglio Comunale ha adottato un programma di 20 punti a favore della bicicletta (20-Punkte-Programm zur Förderung des Radverkehrs) per rendere Karlsruhe una città ulteriormente bike-friendly. L'obiettivo è quello di aumentare il traffico di biciclette della quota di ripartizione modale (Modal split) del traffico al 21% nel 2012 ed al 23% entro il 2015.
Al 2010, la quota rappresentata dalle biciclette costituisce il 16% del traffico complessivo ed il 18% del traffico interno.

#### Portualità
Grazie al Rheinhafen Karlsruhe (Porto sul Reno), la città ospita - dopo Mannheim - il più importante porto fluviale del Baden-Württemberg. Il porto è il quinto in ordine di importanza di tutta la Germania e, sul Reno, il più meridionale porto verso il Mare del Nord senza chiuse. Venne inaugurato nel 1901.
Seguì alla fondazione del porto l'insediamento di grandi complessi industriali (una cartiera ed una raffineria di petrolio) nella zona di Altaue, area non a rischio inondazione, e dopo diversi ampliamenti del porto, la città si dotò anche di un vero e proprio terminal petroli nella zona nord-ovest della città. Il Rheinhäfen Karlsruhe ha movimentato nel 2006 7,1 milioni di tonnellate di merci. Parte inoltre da qui la nave da crociera Ausflugsschiff MS Karlsruhe, con destinazione Strasburgo, Spira ed altre. La città ospita infine il BAW (Bundesanstalt für Wasserbau), l'istituto federale di ingegneria idraulica.

#### Trasporto aereo
Karlsruhe si trova vicino a ben tre aeroporti internazionali: l'Aeroporto di Francoforte sul Meno a 135 km, l'Aeroporto di Stoccarda a 80 km e, oltre il confine, l'Aeroporto di Strasburgo-Entzheim a 85 km. Dal 1996 la città è però dotata anche in un proprio aeroporto, l'Aeroporto di Karlsruhe-Baden-Baden, situato tra i comuni di Rheinmünster e Hügelsheim, a circa 40 kilometri dal centro abitato, da considerare tuttavia ancora come un aeroporto a carattere regionale.
In particolare, da quando la compagnia Ryanair ha inaugurato la prima linea nel 2003 da e per Karlsruhe, l'aeroporto ha iniziato a godere di maggior visibilità, e conseguentemente anche il numero di passeggeri transitati ha iniziato ad incrementare rapidamente. Già l'anno successivo l'aeroporto era diventato il secondo del Baden-Württemberg in quanto a numero di passeggeri annui, divenuti 1,1 milioni nel 2009.
Il Karlsruher Verkehrslandeplatz (Campo volo) della città, situato nel quartiere di Forchheim a Rheinstetten, 8 km a sud della città, è stato abbandonato in seguito alla riconversione completata nel 1996 della ex-base canadese di Söllingen/Rheinmünster nel già citato aeroporto. Il sito del vecchio campo volo è stato, di conseguenza, adibito a fiera, la nuova Messe Karlsruhe. Nei primi mesi del 2003, tuttavia, è stato allestito nuovamente uno spazio per il volo degli alianti un centinaio di metri ad est della fiera. Il traffico d'affari e per turismo è stato dirottato sull'Aeroporto di Karlsruhe-Baden Baden di Rheinmünster. Data la necessità di espandere ulteriormente l'area commerciale e per non creare situazioni di intralcio per gli alianti, il 25 settembre 2004 è stato inaugurato un nuovo campo per volo senza motore, il Segelfluggelände Rheinstetten, circa 500 metri a est del precedente campo.
Karlsruhe è sede di una stazione VOR e di un centro di controllo della Deutsche Flugsicherung (DFS), la compagnia tedesca addetta al controllo del traffico aereo.

### Imprenditoria locale
A Karlsruhe si trova la sede centrale della Dm-drogerie markt, una delle più importanti catene di distribuzione cosmetici della Germania. Anche la EnBW Energie Baden-Württemberg, compagnia energetica di livello internazionale, ha sede in città e gestisce all'interno del Rheinhafen una centrale termoelettrica; la MiRO Mineraloelraffinerie, presente nel quartiere di Knielingen, è invece la più grande raffineria di petrolio in Germania. La Stadtwerke Karlsruhe è una delle principali aziende locali fornitrici di elettricità, acqua e riscaldamento e gestisce l'impianto di riscaldamento Heizkraftwerk West nel quartiere di Mühlburg. Ha sede in città anche un impianto della Siemens tra i più antichi ed estesi della Germania. Altri grandi aziende operanti in città sono principalmente attive nel campo dell'informatica, nel settore bancario-assicurativo e nell'industria farmaceutica.

### Centri di ricerca
Sorto sul sito della Siemens AG, il Siemens Industriepark Karlsruhe è stato fondato nel 1997: lo spazio disponibile è rivolto soprattutto alle imprese operanti nei settori ad alta tecnologia e nei servizi. Nel quartiere di Oststadt si trovano invece la Technologiefabrik - incubatore d'azienda ricavato all'interno di una ex fabbrica di macchine da cucire - ed il Technologiepark, di nuova realizzazione. Qui hanno trovato un primo punto d'appoggio numerose nuove imprese, spesso spin-off dell'Università degli Studi.

### Poli espositivi
A sud di Karlsruhe, a Rheinstetten, direttamente sulla Bundesstraße 36, ha aperto nel novembre del 2003 la Fiera - Congressi della città, la Messe Karlsruhe. All'interno delle sue quattro sale espositive da 12500 m² si svolgono fiere ed altri eventi. La dm-arena può ospitare addirittura fino a un massimo di 14 000 visitatori. La superficie espositiva lorda del complesso raggiunge un totale di 52 000 metri quadrati.

## Amministrazione

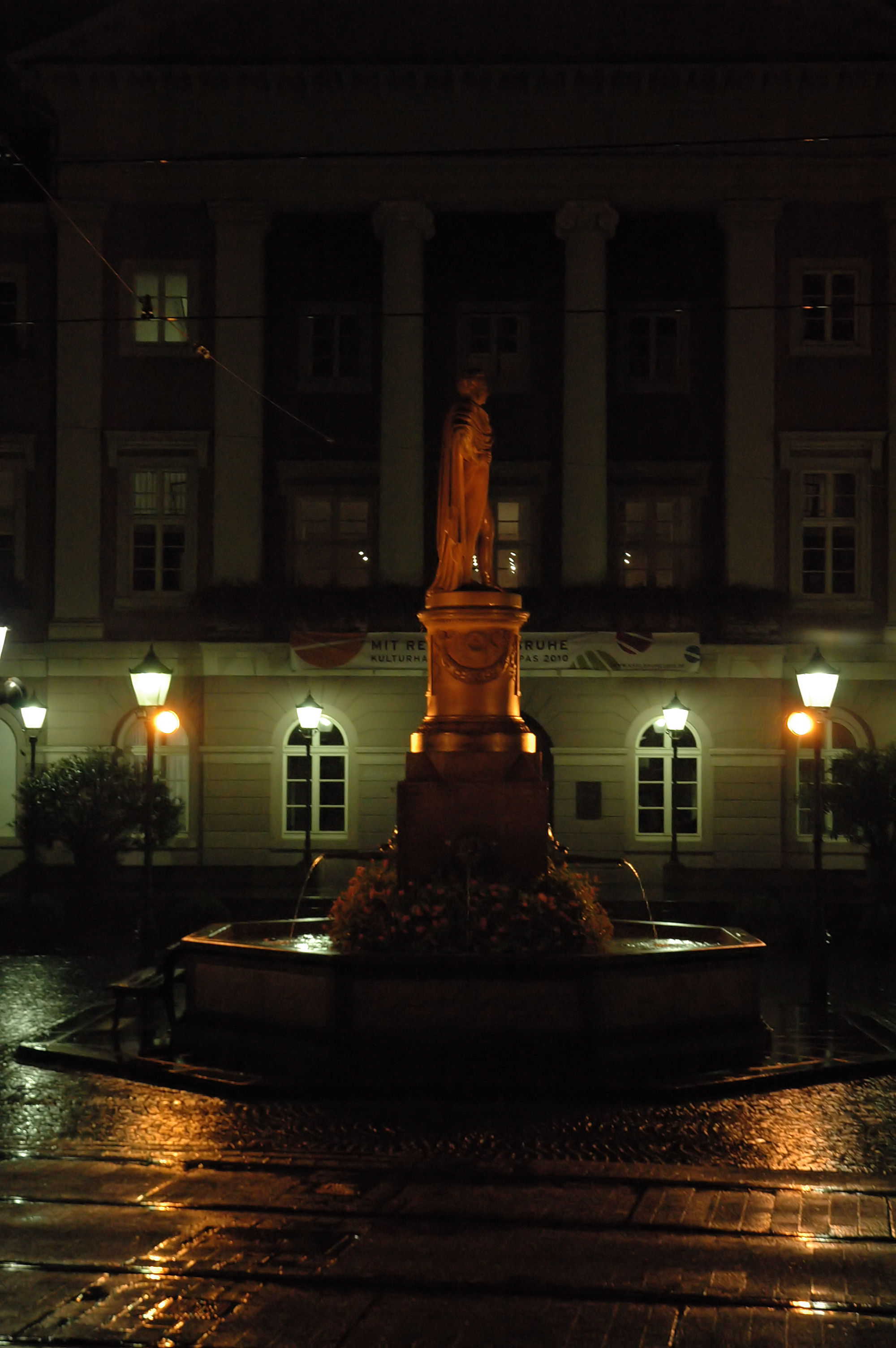
Vista notturna del Municipio di Karlsruhe.

### Sindaco: Bürgermeister e Oberbürgermeister
Dopo la fondazione del Castello, nel 1715, si sviluppò vicino a questo un insediamento, che iniziò ad essere governato da un Bürgermeister (Sindaco) a partire dal 1718. Dal 1812, in seguito allo sviluppo dell'insediamento originario, il borgomastro ha ricevuto il titolo di Oberbürgermeister. La carica di Sindaco è ricoperta dal 1998 da Heinz Fenrich, della CDU. Il 2 luglio 2006 Fenrich è stato rieletto per un mandato di ulteriori sette anni, battendo altri sei candidati.
In aggiunta all'Oberbürgermeister, operano altri cinque altri Sindaci:
il Bürgermeister per il Personale, le Elezioni, e le Statistiche, il Servizio civile e di Sicurezza, la Cultura (attualmente Wolfram Jäger (SPD))
- il Bürgermeister per la Gioventù e dei Servizi sociali, Scuole, Sport, Piscine (attualmente Dr. Martin Lenz (SPD))
- il Bürgermeister per le Finanze, dell'Economia e del Lavoro, il Marketing della città, Conferenze, Mostre ed eventi, Turismo, Servizi pubblici e dei porti, Terreni e della Silvicoltura (attualmente Margaret Mergen (CDU))
- il Bürgermeister per la Tutela dell'ambiente e del clima, della Salute, ufficio per il cimitero, gestione del mercato e gestione dei rifiuti, del fuoco e protezione civile (attualmente Klaus Stapf (GRÜNE))
- il Bürgermeister per la Progettazione, Costruzione, Gestione immobiliare, edilizia sociale e Zoo (attualmente Michael Obert (FDP)).

### Gemellaggi
Karlsruhe è gemellata con:
- Nancy, dal 1955
- Nottingham, dal 1969
- Halle, dal 1987
- Timişoara, dal 1997
- Krasnodar, dal 1998
- Varna

## Sport
La principale società calcio locale è il Karlsruher SC.
La squadra di pallacanestro è il BG Karlsruhe.
È inoltre la città natale di Vincenzo Italiano, allenatore di serie A, e Oliver Kahn, ex-portiere tra i piú forti di sempre.